# CEROレーティング12才以上対象ソフトの一覧
| 「12才以上対象」指定ソフトに表示されるアイコン（左は旧基準、右は新基準）。 |  | 「12才以上対象」指定ソフトに表示されるアイコン（左は旧基準、右は新基準）。 |
| 「12才以上対象」指定ソフトに表示されるアイコン（左は旧基準、右は新基準）。 |  |                                                                            |

CEROレーティング12才以上対象ソフトの一覧（セロレーティング12さいいじょうたいしょうのソフトいちらん）は、コンピュータエンターテインメントレーティング機構（CERO）によるレーティングで旧基準の「12才以上対象」および新基準の「CERO：B（12才以上対象）」に区分されたゲームソフトの一覧である。
このレイティングからコンテンツアイコンの表示が求められる。
なお、キャラクターゲームの場合、原作に「B」区分で認められていない要素がある場合は当該箇所を変更するといった措置が取られる。また、シリーズ作品のうち、一部の作品のみにこのレイティングが割り振られた例もある。たとえば、スーパーマリオシリーズはもともと一段下の「A」（全年齢）区分に割り振られてきた一方、2017年に発売された『スーパーマリオ オデッセイ』は、「B」区分に割り振られ、コンテンツアイコンとして「暴力」と「犯罪」が添えられた。この事例を取り上げたライターの石田賀津男は、CEROの詳細な審査基準のため、任天堂にも理由はわからないとしたうえで、映像がリアルになった分現実世界と似た場面が入ったことで、暴力的と受け止められる場面があったのではないかと推測している。
なお、このレイティングは倫理面において12歳以上の者に適しているという意味であり、12歳未満の購入やプレイも可能である。

## 任天堂 ハード

### Nintendo Switch
- 映画「五等分の花嫁」～君と過ごした五つの思い出～（コンテンツアイコン：「セクシャル」）
- R-TYPE FINAL2（コンテンツアイコン：「セクシャル、暴力」）
- 蒼き雷霆ガンヴォルト ストライカーパック（コンテンツアイコン：「暴力、犯罪」）
- アトミクロップス（コンテンツアイコン：「暴力」）
- イース・オリジン スペシャルエディション（コンテンツアイコン：「暴力、犯罪」）
- いけにえと雪のセツナ（コンテンツアイコン：「犯罪」）
- インディヴィジブル 闇を祓う魂たち（コンテンツアイコン：「セクシャル、暴力、麻薬」）
- いっき団結（コンテンツアイコン：「暴力」）
- ウルトラストリートファイターII ザ・ファイナルチャレンジャーズ（コンテンツアイコン：「セクシャル、暴力」）
- エアミッションズ：ハインド（コンテンツアイコン：「暴力」）
- KAMEN RIDER memory of heroez（コンテンツアイコン：「暴力」）
- 金色のコルダ オクターヴ（コンテンツアイコン：「恋愛」）
- ケイデンス・オブ・ハイラル: クリプト・オブ・ネクロダンサー feat. ゼルダの伝説（コンテンツアイコン：「犯罪」）
- ケムコRPGセレクションシリーズ「ケムコRPGセレクション Vol.3」はCERO：C（15才以上対象）。
  - Vol.1（コンテンツアイコン：「セクシャル、犯罪」）
  - Vol.2（コンテンツアイコン：「セクシャル、犯罪」）
  - Vol.4（コンテンツアイコン：「暴力、犯罪」）
  - Vol.5（コンテンツアイコン：「暴力、セクシャル、犯罪」）
  - Vol.6（コンテンツアイコン：「セクシャル、犯罪」）
  - Vol.7（コンテンツアイコン：「セクシャル、犯罪、言葉・その他」）
  - Vol.8（コンテンツアイコン：「セクシャル、犯罪、言葉・その他」）
  - Vol.9（コンテンツアイコン：「セクシャル、犯罪、言葉・その他」）
  - Vol.10（コンテンツアイコン：「暴力、セクシャル、犯罪、言葉・その他」）
  - Vol.11（コンテンツアイコン：「犯罪、言葉・その他」）
- 幻影異聞録♯FE Encore（コンテンツアイコン：「セクシャル」）
- シャドウバース チャンピオンズバトル（コンテンツアイコン：「セクシャル、暴力、犯罪」）
- シャンティ:ハーフ・ジーニー ヒーロー アルティメット・エディション（コンテンツアイコン：「セクシャル、暴力、犯罪」）
- 真・三國無双7 Empires（コンテンツアイコン：「セクシャル、暴力」）
- マリオシリーズ
  - スーパーマリオ オデッセイ（コンテンツアイコン：「暴力、犯罪」）
  - ペーパーマリオRPG（コンテンツアイコン：「犯罪」）
- スター・ウォーズ ピンボール（コンテンツアイコン：「暴力、犯罪」）
- スターオーシャン セカンドストーリー R（コンテンツアイコン：「セクシャル、暴力、犯罪」）
- 聖剣伝説コレクション（コンテンツアイコン：「犯罪」）
- 聖剣伝説3 TRIALS of MANA（コンテンツアイコン：「セクシャル、暴力、犯罪」）
- ゼルダの伝説シリーズ
  - ゼルダの伝説 ブレス オブ ザ ワイルド（コンテンツアイコン：「セクシャル、暴力、犯罪」）
  - ゼルダの伝説 夢をみる島（コンテンツアイコン：「犯罪」）
  - ゼルダの伝説 ティアーズ オブ ザ キングダム（コンテンツアイコン：「セクシャル、暴力、犯罪」）
  - ゼルダ無双シリーズ（コンテンツアイコン：「セクシャル、暴力」）
    - ゼルダ無双 ハイラルオールスターズ DX
    - ゼルダ無双 厄災の黙示録
- WWE 2K バトルグラウンド（コンテンツアイコン：「セクシャル、暴力」）
- テイルズ オブ シリーズ
  - テイルズ オブ ヴェスペリア REMASTER（コンテンツアイコン：「セクシャル、暴力、犯罪、言葉・その他」）
  - テイルズ オブ シンフォニア REMASTER（コンテンツアイコン：「セクシャル、暴力、犯罪」）
- デモンエクスマギナ（コンテンツアイコン：「暴力」）
- テレネット シューティング コレクション（コンテンツアイコン：「暴力」、アヴェンジャーのみ）
- 天穂のサクナヒメ（コンテンツアイコン：「暴力、犯罪」）
- 東京2020オリンピック The Official Video Game（コンテンツアイコン：「セクシャル」）
- 智代アフター 〜It's a Wonderful Life〜 CS Edition（コンテンツアイコン：「セクシャル、恋愛」）
- ドラゴンクエストシリーズ
  - ドラゴンクエストヒーローズI・II for Nintendo Switch（コンテンツアイコン：「セクシャル、暴力」）
  - ドラゴンクエストモンスターズ3 魔族の王子とエルフの旅（コンテンツアイコン：「暴力」）
- CaveStory+（コンテンツアイコン：「暴力」）
- ドラゴンボール ゼノバース2 for Nintendo Switch（コンテンツアイコン：「セクシャル、暴力」）
- ナムコットコレクション（コンテンツアイコン：「セクシャル、暴力」）
- ネバーソング＆ピンストライプ（コンテンツアイコン：「暴力、犯罪、恐怖」）
- 8番出口・8番のりば（コンテンツアイコン：「暴力、恐怖」）
- ハードコア・メカ（コンテンツアイコン：「セクシャル、暴力、犯罪」）
- パワプロクンポケットR[3]（コンテンツアイコン：「セクシャル、犯罪」）
- ファイアーエムブレムシリーズ
  - ファイアーエムブレム 風花雪月（コンテンツアイコン：「恋愛、セクシャル、暴力、犯罪」）
  - ファイアーエムブレム無双 風花雪月（コンテンツアイコン：「セクシャル、暴力、犯罪」）
  - ファイアーエムブレム エンゲージ（コンテンツアイコン：「セクシャル、暴力、犯罪」）
- ファイナルファンタジーI-VI コレクション（コンテンツアイコン：「セクシャル、暴力、言葉・その他」）
- ベア・ナックルIV（コンテンツアイコン：「暴力」）
- 魔界戦記ディスガイア5（コンテンツアイコン：「セクシャル、暴力、犯罪、言葉・その他」）
- メガトン級ムサシ（コンテンツアイコン：「暴力、犯罪、恋愛」）
- ヴァリスシリーズ
  - 夢幻戦士ヴァリスCOLLECTION（コンテンツアイコン：「セクシャル、暴力」）
    - 夢幻戦士ヴァリス (PCエンジン版)
    - ヴァリスII(PCエンジン版)
    - ヴァリスIII(PCエンジン版)

  - 夢幻戦士ヴァリスCOLLECTION II（夢幻戦士ヴァリス(MSX版)とSDヴァリスはCERO-A。）
    - 夢幻戦士ヴァリス (メガドライブ版)（コンテンツアイコン：「セクシャル、暴力」）
    - ヴァリスIV（コンテンツアイコン：「セクシャル、暴力、犯罪」）

  - 夢幻戦士ヴァリスCOLLECTION III（夢幻戦士ヴァリス(ファミリーコンピュータ版とPC-88版)はCERO-A。夢幻戦士ヴァリスII(MSX2版)はCERO-C）
    - ヴァリスIII (メガドライブ版)（コンテンツアイコン：「暴力」）
    - SUPERヴァリス 赤き月の乙女（コンテンツアイコン：「セクシャル、暴力」）
- メトロイドシリーズ（コンテンツアイコン：「暴力」）
  - メトロイド ドレッド
  - メトロイドプライム リマスタード
- 妖怪ウォッチJam 妖怪学園Y～ワイワイ学園生活～（コンテンツアイコン：「犯罪」）
- レゴシリーズ
  - レゴシティ アンダーカバー（コンテンツアイコン：「暴力、犯罪」）
  - レゴ ワールド 目指せマスタービルダー（コンテンツアイコン：「暴力」）
  - レゴ DCスーパーヴィランズ（コンテンツアイコン：「暴力、犯罪」）
  - レゴ スター・ウォーズ スカイウォーカーサーガ（コンテンツアイコン：「暴力」）
- LOST SPHEAR（コンテンツアイコン：「犯罪、言葉・その他」）
- ロックマンX アニバーサリー コレクション1+2
  - ロックマンX アニバーサリー コレクション（コンテンツアイコン：「セクシャル、暴力」）
  - ロックマンX アニバーサリー コレクション2（コンテンツアイコン：「セクシャル」）
- ONE PIECE アンリミテッドワールド R デラックスエディション（コンテンツアイコン：「セクシャル、暴力」）

#### Nintendo Switch ダウンロードソフト
- アクトレイザー・ルネサンス（コンテンツアイコン：「セクシャル」）
- アスファルト9:Legends（コンテンツアイコン : 「犯罪」）
- Among Us（コンテンツアイコン：「暴力」）
- N++（英語版）（コンテンツアイコン：「暴力」）
- Guilt Battle Arena 罪悪感バトルアリーナ（コンテンツアイコン：「暴力」）
- クエストオブダンジョンズ（コンテンツアイコン：「暴力」）
- 原始人 うぉーりあーず（コンテンツアイコン：「暴力」）
- 刑事J.B.ハロルドの事件簿 マーダー・クラブ（コンテンツアイコン：「セクシャル、暴力」）
- ケイデンス・オブ・ハイラル: クリプト・オブ・ネクロダンサー feat. ゼルダの伝説（コンテンツアイコン：「犯罪」）
- ゴルフストーリー（コンテンツアイコン：「犯罪」）
- 聖剣伝説 LEGEND OF MANA（HDリマスター版。オリジナル版はCERO-A。）
- ダブルドラゴンIV（英語版）（コンテンツアイコン：「暴力」）
- ナムコミュージアム（コンテンツアイコン：「暴力」）
- 二角取り:鏡花水月（コンテンツアイコン：「セクシャル」）
- バートラム・フィドルの冒険 エピソード1:霊刻なる事件（コンテンツアイコン：「暴力」）
- パズルアドベンチャー ブロッくる（コンテンツアイコン：「セクシャル」）
- Bit Dungeon+（コンテンツアイコン：「暴力」）
- Black The Fall（コンテンツアイコン：「暴力、犯罪」）
- Muse Dash（コンテンツアイコン：「セクシャル」）
- Mr. Shifty（英語版）（コンテンツアイコン：「暴力」）
- メゾン・ド・魔王（コンテンツアイコン：「セクシャル」）
- モンスターファームシリーズ（コンテンツアイコン：「セクシャル」）
  - モンスターファーム
  - モンスターファーム2
- 遊戯王シリーズ
  - 遊戯王デュエルモンスターズ レガシーオブザデュエリストリンクエボリューション（コンテンツアイコン：「セクシャル、暴力」）
  - 遊戯王マスターデュエル（コンテンツアイコン「セクシャル、暴力、言葉・その他」）
- リトルインフェルノ（コンテンツアイコン：「暴力」）
- リーグ オブ イーブル（英語版）（コンテンツアイコン：「暴力」）
- ルディミカル♪ 魔神少女音楽外伝（コンテンツアイコン：「セクシャル」）

### Wii U
- 仮面ライダーシリーズ（コンテンツアイコン：「暴力」）
  - 仮面ライダー バトライド・ウォーII
  - 仮面ライダー サモンライド!
- The Wonderful 101（コンテンツアイコン：「セクシャル、暴力」）
- ディズニーインフィニティ（コンテンツアイコン：「暴力」）
- ニード・フォー・スピード モスト・ウォンテッド U（コンテンツアイコン：「犯罪」）
- 無双OROCHI2 Hyper（コンテンツアイコン：「セクシャル、暴力」）
- ゼルダの伝説シリーズ
  - ゼルダの伝説 トワイライトプリンセスHD（コンテンツアイコン：「犯罪」）
  - ゼルダの伝説 ブレス オブ ザ ワイルド（コンテンツアイコン：「セクシャル、暴力、犯罪」）
  - ゼルダ無双（コンテンツアイコン：「セクシャル、暴力」）
- 幻影異聞録♯FE（コンテンツアイコン：「セクシャル」）
- レゴシリーズ
  - レゴシティ アンダーカバー（コンテンツアイコン：「暴力、犯罪」）
  - LEGO ムービー ザ・ゲーム（コンテンツアイコン：「暴力、犯罪」）
  - LEGO マーベル スーパー・ヒーローズ ザ・ゲーム（コンテンツアイコン：「暴力、犯罪」）
  - LEGO ジュラシック・ワールド（コンテンツアイコン：「暴力」）
  - LEGO スター・ウォーズ/フォースの覚醒（コンテンツアイコン：「犯罪」）

#### Wii U ダウンロードソフト
- Outer World 20th Anniversary Edition（コンテンツアイコン：「セクシャル、暴力」）
- アルファディア ジェネシス（コンテンツアイコン：「セクシャル」）
- イトルデューの伝説 失われた島と謎の城（コンテンツアイコン：「暴力」）
- ガンマンストーリーHDコレクション（コンテンツアイコン：「暴力」）
- @SIMPLE DLシリーズ（コンテンツアイコン：「暴力」）
  - @SIMPLE DLシリーズ for Wii U Vol.1 THE 密室からの脱出 ～すべての始まり16の謎～
  - @SIMPLE DLシリーズ for Wii U Vol.2 THE 密室からの脱出2 ～消された19の記憶～
- シャンティシリーズ（コンテンツアイコン：「セクシャル、暴力」）
  - シャンティ -リスキィ・ブーツの逆襲-
  - シャンティ -海賊の呪い-
- ソード アンド ソルジャーズシリーズ（コンテンツアイコン：「暴力」）
  - ソード アンド ソルジャーズ
  - ソード アンド ソルジャーズ II
- ゾンビディフェンス（コンテンツアイコン：「暴力、恐怖」）
- TRINE 2 三つの力と不可思議の森（コンテンツアイコン：「暴力、犯罪」）
- Little lnferno（コンテンツアイコン：「暴力」）
- THE SWAPPER（コンテンツアイコン：「言葉・その他」）

### ニンテンドー3DS
- 蒼き雷霆ガンヴォルト ストライカーパック（コンテンツアイコン：「暴力、犯罪」）
- ASPHALT 3D:NITRO RACING（コンテンツアイコン：「犯罪」）
- 暗殺教室 殺せんせー大包囲網!!（コンテンツアイコン：「セクシャル、暴力」）
- アンチェインブレイズ レクス（コンテンツアイコン：「セクシャル、暴力」）
- カードファイト!! ヴァンガードシリーズ（コンテンツアイコン：「セクシャル」）
  - カードファイト!! ヴァンガード ライド トゥ ビクトリー!!
  - カードファイト!! ヴァンガード ロード オブ ビクトリー!!
- GUILD01（コンテンツアイコン：「セクシャル、暴力、犯罪」）[4]
- 逆転裁判シリーズ
  - 逆転裁判123 成歩堂セレクション（コンテンツアイコン：「セクシャル、暴力」）
  - 逆転裁判6（コンテンツアイコン：「暴力、セクシャル、犯罪、言葉・その他」）
- ゴーストリコン シャドーウォー（コンテンツアイコン：「暴力」）
- CODE OF PRINCESS（コンテンツアイコン：「セクシャル、暴力」）
- Code Name S.T.E.A.M. リンカーンVSエイリアン（コンテンツアイコン：「暴力」）
- シアトリズム ファイナルファンタジー カーテンコール（コンテンツアイコン：「暴力」）
- Shinobi 3D（コンテンツアイコン：「暴力」）
- シャンティ -海賊の呪い-（コンテンツアイコン：「セクシャル、暴力」）
- 新・光神話 パルテナの鏡（コンテンツアイコン：「暴力」）
- 心霊カメラ 〜憑いてる手帳〜（コンテンツアイコン:「セクシャル、暴力、恐怖、犯罪」）
- スーパーストリートファイターIV 3D EDITION（コンテンツアイコン：「セクシャル、暴力」）
- スーパーロボット大戦UX（コンテンツアイコン：「恋愛、セクシャル、犯罪」）
- セガ3D復刻アーカイブス（コンテンツアイコン：「暴力」）
- ゼノブレイド（コンテンツアイコン：「恋愛、セクシャル、暴力」）
- セブンスドラゴンIII code:VFD（コンテンツアイコン：「セクシャル」）
- ゼルダの伝説 ムジュラの仮面 3D（コンテンツアイコン：「恋愛、暴力、犯罪」）
- ゼルダ無双 ハイラルオールスターズ（コンテンツアイコン：「セクシャル、暴力」）
- 真・三國無双 VS（コンテンツアイコン：「セクシャル、暴力」）
- 戦国無双シリーズ（コンテンツアイコン：「セクシャル、暴力」）
  - 戦国無双 Chronicle
  - 戦国無双 Chronicle 2nd
- タンタンの冒険 ★ユニコーン号の秘密★（コンテンツアイコン：「暴力」）
- テイルズ オブ ザ ワールド レーヴ ユナイティア（コンテンツアイコン：「セクシャル」）
- デビルサバイバー オーバークロック（コンテンツアイコン：「暴力、犯罪」）
- 洞窟物語3D（コンテンツアイコン：「暴力」）
- ナナミと一緒に学ぼ!English上達のコツ（コンテンツアイコン：「セクシャル」）
- 熱血硬派くにおくん すぺしゃる（コンテンツアイコン：「暴力、犯罪」）
- パチパラ3D プレミアム海物語 ~夢見る乙女とパチンコ王決定戦~（コンテンツアイコン：「セクシャル」）
- ハマトラ Look at Smoking World（コンテンツアイコン：「セクシャル、暴力、犯罪、言葉・その他」）
- ファイアーエムブレムシリーズ
  - ファイアーエムブレム 覚醒（コンテンツアイコン：「恋愛、セクシャル、暴力、犯罪、言葉・その他」）
  - ファイアーエムブレム Echoes もうひとりの英雄王（コンテンツアイコン：「恋愛、セクシャル、暴力、犯罪」）
- Fate/kaleid liner プリズマ☆イリヤ（コンテンツアイコン：「セクシャル」）
- FabStyle（コンテンツアイコン：「恋愛、セクシャル」）
- PROJECT X ZONE（コンテンツアイコン：「セクシャル、暴力」）
- ペルソナQ シャドウ オブ ザ ラビリンス（コンテンツアイコン：「恋愛、セクシャル、暴力、恐怖」）
- 僕のヒーローアカデミア バトル・フォー・オール（コンテンツアイコン：「セクシャル」）
- マギシリーズ
  - マギ はじまりの迷宮（コンテンツアイコン：「暴力、犯罪」）
  - マギ 新たなる世界（コンテンツアイコン：「セクシャル、暴力」）
- 名探偵コナン ファントム狂詩曲（コンテンツアイコン：「暴力、犯罪」）
- メダロット9（コンテンツアイコン：「セクシャル」）
- 遊☆戯☆王ZEXAL 激突!デュエルカーニバル!（コンテンツアイコン：「暴力」）
- ランナバウト3D ドライブ:インポッシブル（コンテンツアイコン：「犯罪」）
- リズム怪盗R 皇帝ナポレオンの遺産（コンテンツアイコン：「犯罪、言葉・その他」）
- 脱出アドベンチャー 絶望要塞（コンテンツアイコン：「セクシャル、犯罪」）
- レゴシリーズ
  - レゴシティ アンダーカバー チェイス ビギンズ（コンテンツアイコン：「犯罪」）
  - LEGO ムービー ザ・ゲーム（コンテンツアイコン：「犯罪」）
  - LEGO ジュラシック・ワールド（コンテンツアイコン：「暴力」）
  - LEGO スター・ウォーズ/フォースの覚醒（コンテンツアイコン：「暴力、犯罪」）
- ロストヒーローズ（コンテンツアイコン：「犯罪」）
- ロロナのアトリエ 〜アーランドの錬金術士〜（コンテンツアイコン：「セクシャル」）
- ONE PIECE アンリミテッドワールド レッド（コンテンツアイコン：「セクシャル、暴力」）

#### ニンテンドー3DS ダウンロードソフト
- ARC STYLE 三国志Pinball（コンテンツアイコン：「暴力」）
- 蒼き雷霆 ガンヴォルト（コンテンツアイコン：「犯罪」）
- 怪盗スティナと30の宝石（コンテンツアイコン：「犯罪」）
- ガンマンストーリーシリーズ（コンテンツアイコン：「暴力」）
  - ガンマンストーリー
  - ガンマンストーリー2
- TRUE REMEMBRANCE ～記憶のかけら～（コンテンツアイコン：「恋愛」）
- ひらり 桜侍（コンテンツアイコン：「暴力」）
- マーセナリーズサーガ2（コンテンツアイコン：「セクシャル、犯罪」）
- 夜の魔人といくさの国 ～さまよえるヴァンピール～（コンテンツアイコン：「犯罪」）
- リーグ オブ ヒーローズ（コンテンツアイコン：「暴力」）

#### バーチャルコンソール配信ソフト
- ゲームボーイカラー
  - ゼルダの伝説 夢をみる島DX（コンテンツアイコン：「セクシャル、犯罪」）
  - 女神転生外伝 ラストバイブルII（コンテンツアイコン：「セクシャル」）

### Wii

#### Wiiディスクソフト
- 悪魔城ドラキュラ ジャッジメント（コンテンツアイコン：「セクシャル、暴力」）
- ヴァルハラナイツ エルダールサーガ（コンテンツアイコン：「暴力」）
- SDガンダム GGENERATION WORLD コレクターズパック（特典映像を収録したDVDのみ。ゲーム自体は通常版と同じくCERO：A（全年齢対象）。）（コンテンツアイコン：「恋愛、暴力」）
- 黄金の絆（コンテンツアイコン：「暴力」）
- 朧村正（コンテンツアイコン：「暴力」）
- カドゥケウスシリーズ（コンテンツアイコン：「暴力」）
  - カドゥケウスZ 2つの超執刀
  - カドゥケウス ニューブラッド
- キャプテン★レインボー（コンテンツアイコン：「恋愛、セクシャル」）
- GUILTY GEAR XX Λ CORE（コンテンツアイコン：「セクシャル、暴力」）
- CALLING 〜黒き着信〜（コンテンツアイコン：「恐怖、言葉・その他」）
- サムライスピリッツ 六番勝負（コンテンツアイコン：「セクシャル、暴力」）
- GTI Club ワールド シティ レース（コンテンツアイコン：「犯罪」）
- 涼宮ハルヒの激動（コンテンツアイコン：「セクシャル」）
- ゼノブレイド（コンテンツアイコン：「恋愛、セクシャル、暴力」）
- ゼルダの伝説 トワイライトプリンセス（コンテンツアイコン：「犯罪」）
- 全国デコトラ祭り（コンテンツアイコン：「犯罪」）
- 戦国BASARA
  - 戦国BASARA2 英雄外伝 ダブルパック（コンテンツアイコン：「暴力、恋愛、セクシャル、犯罪」）
  - 戦国BASARA3（コンテンツアイコン：「セクシャル、暴力」）
- 戦国無双シリーズ（コンテンツアイコン：「セクシャル、暴力」）
  - 戦国無双KATANA
  - 戦国無双3
  - 戦国無双3 猛将伝
- ソウルキャリバーレジェンズ（コンテンツアイコン：「セクシャル、暴力」）
- タツノコ VS. CAPCOM（コンテンツアイコン：「セクシャル、暴力」）
  - タツノコ VS. CAPCOM CROSS GENERATION OF HEROES
  - タツノコ VS. CAPCOM アルティメット オールスターズ
- 罪と罰 宇宙の後継者（コンテンツアイコン：「暴力」）
- テイルズ オブ シリーズ
  - テイルズ オブ シンフォニア -ラタトスクの騎士-（コンテンツアイコン：「恋愛、暴力、犯罪、言葉・その他」）
  - テイルズ オブ グレイセス（コンテンツアイコン：「暴力、言葉・その他」）
- トウィンクル クイーン（コンテンツアイコン：「セクシャル、暴力」）
- トゥームレイダー アニバーサリー（コンテンツアイコン：「暴力」）
- 突撃!!ファミコンウォーズVS（コンテンツアイコン：「暴力」）
- ドラゴンブレイド（コンテンツアイコン：「暴力」）
- トランスフォーマー THE GAME（コンテンツアイコン：「犯罪」）
- ニード・フォー・スピードシリーズ（コンテンツアイコン：「犯罪」）[5]
  - ニード・フォー・スピード カーボン
  - ニード・フォー・スピード アンダーカバー
  - ニード・フォー・スピード ナイトロ
  - ニード・フォー・スピード ホット・パースート
- ニトロ バイク（コンテンツアイコン：「暴力」）
- ネギま!? ネオ・パクティオーファイト!!（コンテンツアイコン：「セクシャル」）
- パイレーツ・オブ・カリビアン/ワールド・エンド（コンテンツアイコン：「暴力、犯罪」）
- 鋼の錬金術師シリーズ
  - 鋼の錬金術師 FULLMETAL ALCHEMIST -暁の王子-（コンテンツアイコン：「セクシャル、恐怖、犯罪」）
  - 鋼の錬金術師 FULLMETAL ALCHEMIST -黄昏の少女-（コンテンツアイコン：「セクシャル、暴力」）
- 遙かなる時空の中で4（コンテンツアイコン：「恋愛」）
- バロック for Wii（コンテンツアイコン：「暴力、犯罪、言葉・その他」）
- パンヤシリーズ（コンテンツアイコン：「セクシャル」）
  - スイングゴルフ パンヤ
  - スイングゴルフ パンヤ 2ndショット!
- ファイナルファンタジー・クリスタルクロニクル クリスタルベアラー（コンテンツアイコン：「暴力、犯罪」）
- 不思議のダンジョン 風来のシレン3 からくり屋敷の眠り姫（コンテンツアイコン：「犯罪」）
- HOSPITAL. 6人の医師（コンテンツアイコン：「セクシャル、暴力、犯罪、麻薬」）
- マーベル アルティメット アライアンス（コンテンツアイコン：「暴力、犯罪」）
- メタルスラッグ コンプリート（コンテンツアイコン：「暴力」）
- メトロイドシリーズ（コンテンツアイコン：「暴力」）
  - メトロイド Other M
  - メトロイドプライムシリーズ [6]
    - Wiiであそぶ メトロイドプライム2 ダークエコーズ
    - メトロイドプライム3 コラプション
- ラストストーリー（コンテンツアイコン：「セクシャル、暴力、犯罪」）
- ラビッツ・パーティーリターンズ（コンテンツアイコン：「暴力」）[7]
- SIMPLE Wiiシリーズ Vol.6 THE ワイワイ・コンバット（コンテンツアイコン：「暴力」）

#### Wiiウェア 配信ソフト
- エイリアンクラッシュ・リターンズ（コンテンツアイコン：「暴力」）
- 逆転裁判シリーズ[8]
  - 逆転裁判 蘇る逆転（コンテンツアイコン：「セクシャル、暴力」）
  - 逆転裁判3（コンテンツアイコン：「暴力」）
- 魂斗羅ReBirth（コンテンツアイコン：「暴力」）
- ジャンケンパーティーぱらだいす（コンテンツアイコン：「セクシャル」）
- スクール オブ ダークネス（コンテンツアイコン：「恐怖」）
- ゾンビ イン ワンダーランド（コンテンツアイコン：「暴力」）
- 珍道中!!ポールの大冒険（コンテンツアイコン：「セクシャル、暴力」）
- 東京シティー★ナイツ（コンテンツアイコン：「恋愛、セクシャル」）
- ドラキュラ伝説 ReBirth（コンテンツアイコン：「暴力」）
- ワイルドウエストガンズ（コンテンツアイコン：「暴力」）

#### バーチャルコンソール配信ソフト
- MSX
  - メタルギア2 ソリッドスネーク（コンテンツアイコン：「???」）

### ニンテンドーDS
- 相棒DS（コンテンツアイコン：「セクシャル、暴力、言葉・その他」）
- 赤い糸 DS（コンテンツアイコン：「恋愛、セクシャル、犯罪」）
- 悪魔城ドラキュラシリーズ（コンテンツアイコン：「暴力」）
  - 悪魔城ドラキュラ 蒼月の十字架
  - 悪魔城ドラキュラ ギャラリー オブ ラビリンス
  - 悪魔城ドラキュラ 奪われた刻印
- アスファルト アーバン GT（コンテンツアイコン：「犯罪」）
- Another Time Another Leaf 鏡の中の探偵（コンテンツアイコン：「セクシャル、暴力」）
- Apathy アパシー ～鳴神学園都市伝説探偵局～（コンテンツアイコン：「恐怖」）
- anan監修　女ヂカラ緊急アップ!DS（コンテンツアイコン：「セクシャル」）
- アンジェリーク デュエット（コンテンツアイコン：「恋愛」）
- アラビアンズ・ロスト（コンテンツアイコン：「恋愛、暴力、犯罪」）
- いかもの探偵 -IKATAN-（コンテンツアイコン：「セクシャル」）
- いぬ会社（コンテンツアイコン：「セクシャル」）
- ヴァルキリープロファイル 咎を背負う者（コンテンツアイコン：「犯罪、言葉・その他」）
- ウィザードリィシリーズ「ウィザードリィ アスタリスク 〜緋色の封印〜」はCERO：A（全年齢対象）。
  - ウィザードリィ 〜生命の楔〜（コンテンツアイコン：「セクシャル、暴力」）
  - ウィザードリィ 〜忘却の遺産〜（コンテンツアイコン：「セクシャル」）
- ウィル・オ・ウィスプ DS（コンテンツアイコン：「恋愛」）
- ウィンディ×ウィンダム（コンテンツアイコン：「セクシャル、暴力」）
- 内田康夫DSミステリー 名探偵・浅見光彦シリーズ「副都心連続殺人事件」（コンテンツアイコン：「暴力」）
- 海辺でリーチ！DS（コンテンツアイコン：「セクシャル」）
- うわさの翠くん!!2　ふたりの翠!?（コンテンツアイコン：「恋愛」）
- エストポリス（コンテンツアイコン：「恋愛」）
- エルミナージュシリーズ
  - エルミナージュ DS Remix 〜闇の巫女と神々の指輪〜（コンテンツアイコン：「暴力、犯罪」）
  - エルミナージュII DS Remix 〜双生の女神と運命の大地〜（コンテンツアイコン：「セクシャル」）
- 狼と香辛料シリーズ
  - 狼と香辛料 ボクとホロの一年（コンテンツアイコン：「セクシャル」）
  - 狼と香辛料 海を渡る風（コンテンツアイコン：「恋愛、セクシャル」）
- 桜蘭高校ホスト部DS（コンテンツアイコン：「セクシャル」）
- 大人の女力検定（コンテンツアイコン：「セクシャル」）
- 大人のDSミステリー いづみ事件ファイル（コンテンツアイコン：「セクシャル」）
- 乙女的恋革命★ラブレボ!! DS（コンテンツアイコン：「恋愛」）
- 踊る大捜査線 THE GAME 潜水艦に潜入せよ!（コンテンツアイコン：「セクシャル、犯罪、麻薬」）
- カドゥケウスシリーズ
  - 超執刀 カドゥケウス（コンテンツアイコン：「暴力」）
  - 救急救命 カドゥケウス2（コンテンツアイコン：「暴力、麻薬」）
- カルドセプトDS（コンテンツアイコン：「セクシャル」）
- 学園ヘタリアDS（コンテンツアイコン：「恋愛」）
- ガリレオ（コンテンツアイコン：「セクシャル、言葉・その他」）
- 金田一少年の事件簿　悪魔の殺人航海（コンテンツアイコン：「セクシャル、暴力、犯罪、麻薬」）
- 逆転裁判シリーズ「逆転裁判2」、「逆転裁判4」はCERO：A（全年齢対象）。
  - 逆転裁判 蘇る逆転（コンテンツアイコン：「セクシャル、暴力」）
  - 逆転裁判3（コンテンツアイコン：「暴力」）
  - 逆転裁判辞典（逆転裁判4 限定版に同梱）（コンテンツアイコン：「暴力」）
  - 逆転検事（コンテンツアイコン：「セクシャル、暴力、犯罪」）
  - 逆転検事2（コンテンツアイコン：「恋愛、暴力、犯罪」）
- 99のなみだ（コンテンツアイコン：「セクシャル、犯罪、言葉・その他」）
- GUILTY GEAR DUST STRIKERS（コンテンツアイコン：「暴力」）
- 行列のできる法律相談所（コンテンツアイコン：「恋愛、セクシャル、犯罪」）
- クイズ きらめきスターロード（コンテンツアイコン：「セクシャル」）
- クイズマジックアカデミーシリーズ（コンテンツアイコン：「セクシャル」）
  - クイズマジックアカデミーDS
  - クイズマジックアカデミーDS 〜二つの時空石〜
- 暗闇の果てで君を待つ（コンテンツアイコン：「恋愛、暴力、犯罪」）
- CLASH KING V201 -クラッシュ・キング（コンテンツアイコン：「犯罪」）
- グランドトラッカー・アニキ ～仕事と喧嘩と恋模様～（コンテンツアイコン：「犯罪」）
- クレイモア～銀眼の魔女～（コンテンツアイコン：「暴力」）
- 研修医 天堂独太2 〜命の天秤〜（コンテンツアイコン：「セクシャル、恐怖」）
- 現代大戦略DS 〜一触即発・軍事バランス崩壊〜（コンテンツアイコン：「暴力」）
- ゴースト トリック（コンテンツアイコン：「犯罪」）
- ゴールデンアイ ダーク・エージェント DS（コンテンツアイコン：「暴力」）
- 高円寺女子サッカー2　～恋はネバギバ高円寺～ （コンテンツアイコン：「セクシャル」）
- こちら葛飾区亀有公園前派出所 勝てば天国!負ければ地獄! 両津流 一攫千金大作戦!（コンテンツアイコン：「セクシャル、犯罪」）
- 魂斗羅デュアルスピリッツ（コンテンツアイコン：「暴力」）
- サイキン恋シテル?（コンテンツアイコン：「恋愛」）
- 三国志大戦シリーズ（コンテンツアイコン：「セクシャル」）
  - 三国志大戦DS
  - 三国志大戦・天
- シヴィライゼーション レボリューション（コンテンツアイコン：「暴力」）
- シグマ ハーモニクス（コンテンツアイコン：「セクシャル、暴力」）
- 地獄少女 朱蘰（コンテンツアイコン：「恋愛、恐怖」）
- シャイニング・フォース フェザー（コンテンツアイコン：「セクシャル」）
- 灼眼のシャナDS（コンテンツアイコン：「セクシャル」）
- 神霊狩/GHOST HOUND DS（コンテンツアイコン：「犯罪」）
- スーパーオートサロン〜カスタムカーコンテスト〜（コンテンツアイコン：「セクシャル」）
- スーパースクリブルノーツ（コンテンツアイコン：「暴力、犯罪」）
- スーパーロボット大戦シリーズ（コンテンツアイコン：「セクシャル」）[9]
  - スーパーロボット大戦K
  - スパロボ学園
  - 無限のフロンティア スーパーロボット大戦OGサーガ
  - 無限のフロンティアEXCEED スーパーロボット大戦OGサーガ
  - スーパーロボット大戦OGサーガ 魔装機神 THE LORD OF ELEMENTAL
  - スーパーロボット大戦L
- スペクトラルフォース ジェネシス（コンテンツアイコン：「犯罪」）
- スローンとマクヘールの謎の物語（コンテンツアイコン：「暴力、恐怖、犯罪、言葉・その他」）
- スローンとマクヘールの謎の物語2（コンテンツアイコン：「セクシャル、暴力、言葉・その他」）
- ゼノサーガI・II（コンテンツアイコン：「セクシャル」）
- セブンスドラゴン（コンテンツアイコン：「暴力」）
- ゾンビ式 英語力蘇生術 ENGLISH OF THE DEAD（コンテンツアイコン：「暴力」）
- ぞんびだいすき（コンテンツアイコン：「暴力、犯罪」）
- タイツくん 上司が怒りにくいさわやかマナー（コンテンツアイコン：「セクシャル、犯罪」）
- タイムホロウ 奪われた過去を求めて（コンテンツアイコン：「暴力」）
- 堕天使の甘い誘惑×快感フレーズ（コンテンツアイコン：「恋愛、セクシャル」）
- 超名作推理アドベンチャーDS レイモンド・チャンドラー原作 さらば愛しき女よ（コンテンツアイコン：「恋愛、麻薬、暴力」）
- チーム・バチスタの栄光 真実を紡ぐ4つのカルテ（コンテンツアイコン：「犯罪」）
- ツキビト（コンテンツアイコン：「犯罪、言葉・その他」）
- DS電撃文庫 いぬかみっ! feat.Animation（コンテンツアイコン：「セクシャル」）
- Days of Memories（コンテンツアイコン：「セクシャル」）
- テイルズ オブ シリーズ[10]
  - テイルズ オブ イノセンス（コンテンツアイコン：「暴力、言葉・その他」）
  - テイルズ オブ ハーツ（コンテンツアイコン：「犯罪」）
- デビルサバイバーシリーズ
  - 女神異聞録デビルサバイバー（コンテンツアイコン：「暴力」）
  - デビルサバイバー2（コンテンツアイコン：「セクシャル、暴力」）
- 電撃学園RPG Cross of Venus（コンテンツアイコン：「セクシャル」）
  - 電撃学園RPG Cross of Venus SPECIAL（コンテンツアイコン：「セクシャル」）
- ときめきメモリアル Girl's Sideシリーズ（コンテンツアイコン：「恋愛」）
  - ときめきメモリアル Girl's Side 1st Love
  - ときめきメモリアル Girl's Side 1st Love+
  - ときめきメモリアル Girl's Side 2nd Season
  - ときめきメモリアル Girl's Side 3rd Story
- 東京魔人學園剣風帖（コンテンツアイコン：「恋愛、セクシャル、暴力、犯罪」）
- To LOVEる -とらぶる- ワクワク!林間学校編（コンテンツアイコン：「セクシャル」）
- ドラマチックダンジョン サクラ大戦 〜君あるがため〜（コンテンツアイコン：「セクシャル」）
- TRICK DS版 〜隠し神の棲む館〜（コンテンツアイコン：「暴力、犯罪、言葉・その他」）
- ニード・フォー・スピード ナイトロ（コンテンツアイコン：「犯罪」）
- NINJA GAIDEN Dragon Sword（コンテンツアイコン：「セクシャル、暴力、犯罪」）
- ネギま!?シリーズ（コンテンツアイコン：「セクシャル」）
  - ネギま!? 超 麻帆良大戦 かっとイ〜ン☆契約執行でちゃいますぅ
  - ネギま!? 超麻帆良大戦チュウ チェックイ〜ン♨全員集合! やっぱり温泉来ちゃいましたぁ♡
- パイレーツ・オブ・カリビアンシリーズ（コンテンツアイコン：「暴力」）
  - パイレーツ・オブ・カリビアン/デッドマンズ・チェスト
  - パイレーツ・オブ・カリビアン/ワールド・エンド
- 薄桜鬼シリーズ[11]
  - 薄桜鬼 随想録 DS（コンテンツアイコン：「恋愛、暴力」）
  - 薄桜鬼 遊戯録 DS（PSP版『薄桜鬼 遊戯録』はCERO：A（全年齢対象））（コンテンツアイコン：「恋愛、セクシャル、暴力」）
- ハヤテのごとく! お嬢様プロデュース大作戦 ボク色にそまれっ!（お屋敷編・学校編とも）（コンテンツアイコン：「セクシャル」）
- 遙かなる時空の中で 夢浮橋（コンテンツアイコン：「恋愛」）
- 緋色の欠片シリーズ
  - 緋色の欠片DS（コンテンツアイコン：「恋愛、セクシャル」）
  - 真・翡翠の雫 緋色の欠片2 DS（コンテンツアイコン：「恋愛、セクシャル」）
  - 蒼黒の楔 緋色の欠片3 DS（コンテンツアイコン：「恋愛」）
- ビズ体験DSシリーズ 起業道-飲食（コンテンツアイコン：「セクシャル、犯罪」）
- VitaminX Evolution（コンテンツアイコン：「恋愛、セクシャル」）
- VitaminY（コンテンツアイコン：「恋愛、セクシャル」）
- 風来のシレンシリーズ[12]
  - 不思議のダンジョン 風来のシレンDS2 砂漠の魔城（コンテンツアイコン：「犯罪」）
  - 不思議のダンジョン 風来のシレン4 神の眼と悪魔のヘソ（コンテンツアイコン：「暴力、犯罪」）
  - 不思議のダンジョン 風来のシレン5 フォーチュンタワーと運命のダイス（コンテンツアイコン：「犯罪」）
- ブラッド オブ バハムート（コンテンツアイコン：「セクシャル、暴力」）
- FRONT MISSION 1ST（コンテンツアイコン：「犯罪」）
- みてはいけない（コンテンツアイコン：「暴力、恐怖、言葉・その他」）
- 無限航路（コンテンツアイコン：「恋愛、暴力、犯罪」）
- メタルスラッグ2：リローデッド（コンテンツアイコン：「犯罪、暴力、セクシャル」）
- メタルマックス3（コンテンツアイコン：「犯罪」）
- 有罪×無罪（コンテンツアイコン：「犯罪、麻薬」）
- 幽☆遊☆白書DS ～暗黒武術会編～（コンテンツアイコン：「犯罪」）
- ラジアントヒストリア（コンテンツアイコン：「犯罪」）
- ラストウィンドウ 真夜中の約束（コンテンツアイコン：「セクシャル、犯罪」）
- ラストバレット（コンテンツアイコン：「暴力」）
- RED STONE DS 〜赤き意志に導かれし者たち〜（コンテンツアイコン：「セクシャル、暴力」）
- ワールド・デストラクション 導かれし意思（コンテンツアイコン：「恋愛、犯罪」）
- SIMPLE DS シリーズ
  - Vol.21 THE 歩兵（コンテンツアイコン：「暴力、言葉・その他」）
  - Vol.22 アゲ♂アゲ♂ THE ゼロヨン★深夜（ミッドナイト）（コンテンツアイコン：「犯罪」）
  - Vol.25 THE 交渉人（コンテンツアイコン：「セクシャル」）
  - Vol.32 THE ゾンビクライシス（コンテンツアイコン：「暴力、恐怖」）
  - Vol.40 THE 外科医（コンテンツアイコン：「暴力」）
  - Vol.46 THE 秘境探検隊 〜超常スペシャル「驚異!人類未踏の世界各地に謎の未確認生物は存在した!!」〜（コンテンツアイコン：「暴力」）
- SuperLite2500
  - 女子高生逃げる!心霊パズル学園（コンテンツアイコン：「暴力、恐怖」）
  - 東京お台場カジノ（コンテンツアイコン：「セクシャル」）

#### DSiウェア 配信ソフト
- アイ・マスト・ラン！（コンテンツアイコン：「暴力」）
- アスファルト4：エリートレーシング（コンテンツアイコン：「犯罪」）
- @SIMPLE DSシリーズ
  - Vol.3 THE 密室からの脱出 〜プリズンブレイク〜（コンテンツアイコン：「犯罪」）
  - Vol.4 THE 密室からの脱出 〜カラクリ屋敷〜（コンテンツアイコン：「暴力」）
- エクシディア戦記（コンテンツアイコン：「暴力」）
- 教えてダーリン（コンテンツアイコン：「恋愛、セクシャル」）
- 最凶横スクアクションシリーズ（コンテンツアイコン：「暴力」）
  - 最凶横スクアクション vol.1 ノロイ ノ ゲエム 血
  - 最凶横スクアクション vol.2 ノロイ ノ ゲエム 獄
- ソウルオブダークネス（コンテンツアイコン：「暴力」）
- ゾンゲリパニック（コンテンツアイコン：「暴力」）
- 宇宙をかける少女シューティング（コンテンツアイコン：「セクシャル」）
- 探偵 神宮寺三郎シリーズ[13]
  - 探偵 神宮寺三郎 椿のゆくえ&謎の事件簿（コンテンツアイコン：「セクシャル、犯罪」）
  - 探偵 神宮寺三郎 連鎖する呪い&謎の事件簿（コンテンツアイコン：「セクシャル、犯罪、言葉・その他」）
  - 探偵 神宮寺三郎 亡き子の肖像&謎の事件簿（コンテンツアイコン：「暴力、犯罪」）
- 洞窟物語（コンテンツアイコン：「暴力」）
- ナゾのミニゲーム（コンテンツアイコン：「暴力」）
- ノックアウトピープルズ 〜ちょっと残酷な博覧会〜（コンテンツアイコン：「暴力、言葉・その他」）
- バトル オブ エレメンタル（コンテンツアイコン：「暴力」）
- ヒミツの大奥（コンテンツアイコン：「恋愛」）
- ぶれいぶるー -バトル×バトル-（コンテンツアイコン：「暴力」）
- マイアミ★ナイツ 〜セレブ編〜（コンテンツアイコン：「セクシャル、犯罪」）
- 恋愛偏差値★ナビ（コンテンツアイコン：「恋愛、セクシャル、言葉・その他」）

### ニンテンドーゲームキューブ
- R:RACING EVOLUTION（コンテンツアイコン：「不明」）
- ザ・アーブズ シムズ・イン・ザ・シティ（GC・PS2版はCERO：B（12才以上対象）、GBA・DS版はCERO：A（全年齢対象））（コンテンツアイコン：「恋愛、犯罪」）
- ザ・シムズ（コンテンツアイコン：「恋愛」）
- ゼルダの伝説 トワイライトプリンセス（コンテンツアイコン：「犯罪」）
- ソウルキャリバーII（コンテンツアイコン：「セクシャル、暴力」）
- 突撃!!ファミコンウォーズ（コンテンツアイコン：「暴力」）
- ニード・フォー・スピードシリーズ（コンテンツアイコン：「犯罪」）
  - ニード・フォー・スピード アンダーグラウンド
  - ニード・フォー・スピード アンダーグラウンド2
  - ニード・フォー・スピード モスト・ウォンテッド
- バテン・カイトスII 始まりの翼と神々の嗣子（コンテンツアイコン：「暴力、犯罪」）
- メトロイドプライム2 ダークエコーズ（コンテンツアイコン：「暴力」）
- ロード・オブ・ザ・リング/王の帰還（コンテンツアイコン：「暴力」）

### ゲームボーイアドバンス
- 悪魔城ドラキュラシリーズ（コンテンツアイコン：「暴力」）  
  - 悪魔城ドラキュラ Circle of the Moon
  - キャッスルヴァニア 白夜の協奏曲
- 逆転裁判シリーズ
  - 逆転裁判（コンテンツアイコン：「暴力、セクシャル」）
  - 逆転裁判3（コンテンツアイコン：「暴力」）
- スーパーロボット大戦J（コンテンツアイコン：「セクシャル」）
- スーパーストリートファイターIIX リバイバル（コンテンツアイコン：「セクシャル、暴力」）
- 魔法先生ネギま!シリーズ（コンテンツアイコン：「セクシャル」）
  - 魔法先生ネギま! プライベートレッスン ダメですぅ 図書館島
  - 魔法先生ネギま! プライベートレッスン2 お邪魔しますぅ パラサイトでチュ〜
- メダル・オブ・オナー アドバンス（コンテンツアイコン：「暴力」）
- ロード・オブ・ザ・リング/王の帰還（コンテンツアイコン：「暴力」）
- タクティクスオウガ外伝（コンテンツアイコン：「犯罪」）
- ダブルドラゴン アドバンス（コンテンツアイコン：「暴力、恋愛、犯罪」）
- ナポレオン（コンテンツアイコン：「暴力」）
- ファイナルファイト ONE（コンテンツアイコン：「暴力、犯罪」）

### NINTENDO64
- オウガバトル64（コンテンツアイコン：「犯罪」）
- 罪と罰 〜地球の継承者〜（コンテンツアイコン：「暴力」）

### スーパーファミコン
- 悪魔城ドラキュラXX（コンテンツアイコン：「暴力」）
- クロックタワー（コンテンツアイコン：「暴力、恐怖、犯罪」）
- ストリートファイターIIシリーズ（コンテンツアイコン：「暴力」）
  - ストリートファイターII
  - ストリートファイターIIターボ
  - スーパーストリートファイターII
- ストリートファイターZERO2（コンテンツアイコン：「暴力」）
- 魔神転生（コンテンツアイコン：「セクシャル」）
- スーパー蒼き狼と白き牝鹿 元朝秘史（コンテンツアイコン：「セクシャル」）
- デモンズブレイゾン 魔界村 紋章編（コンテンツアイコン：「暴力」）
- パイロットウイングス（コンテンツアイコン：「麻薬」）
- バハムートラグーン（コンテンツアイコン：「犯罪」）
- 美少女雀士スーチーパイ（コンテンツアイコン：「セクシャル」）
- ファイナルファイトシリーズ（コンテンツアイコン：「暴力、犯罪」）
  - ファイナルファイト
  - ファイナルファイト2
  - ファイナルファイト タフ
- ファイナルファンタジーVI（コンテンツアイコン：「犯罪」）
- ファイアーエムブレム トラキア776（コンテンツアイコン：「犯罪」）
- ファイヤー・ファイティング （コンテンツアイコン：「暴力、犯罪」）
- ラッシング・ビートシリーズ（コンテンツアイコン：「暴力」）
  - ラッシング・ビート
  - ラッシング・ビート乱 複製都市
- ロマンシング サ・ガ2（コンテンツアイコン：「麻薬」）
- ロマンシング サ・ガ3（コンテンツアイコン：「暴力、犯罪、麻薬」）
- プリンス・オブ・ペルシャ（コンテンツアイコン：「暴力」）
- 旧約・女神転生（コンテンツアイコン：「セクシャル、暴力」）
- 豪血寺一族（コンテンツアイコン：「暴力」）
- ライブ・ア・ライブ（コンテンツアイコン：「セクシャル、暴力、犯罪、言葉・その他」）
- ラストバイブルIII（コンテンツアイコン：「セクシャル、犯罪」）
- ルドラの秘宝（コンテンツアイコン：「犯罪」）

### ゲームボーイ
- - 怒りの要塞シリーズ（コンテンツアイコン：「暴力」）
    - 怒りの要塞
    - 怒りの要塞2

  - ゼルダの伝説 夢をみる島（コンテンツアイコン：「犯罪」）
  - ダブルドラゴン（コンテンツアイコン：「暴力」）

### ファミリーコンピュータ
- オペレーションウルフ（コンテンツアイコン：「暴力」）
- がんばれゴエモン外伝2〜天下の財宝〜（コンテンツアイコン：「セクシャル」）
- シャドウゲイト（コンテンツアイコン：「暴力」）
- スプラッターハウス わんぱくグラフィティ（コンテンツアイコン：「セクシャル、暴力」）
- たけしの挑戦状（コンテンツアイコン：「暴力、犯罪」）
- ダブルドラゴンシリーズ（コンテンツアイコン：「暴力」）
  - ダブルドラゴン
  - ダブルドラゴンII ザ・リベンジ
  - ダブルドラゴン3 ザ・ロゼッタストーン
- ミシシッピー殺人事件（コンテンツアイコン：「犯罪」）
- メタルスレイダーグローリー（コンテンツアイコン：「セクシャル」）
- ローリングサンダー（コンテンツアイコン：「暴力」）
- ワイルドガンマン（コンテンツアイコン：「暴力」）

## ソニー・インタラクティブエンタテインメント ハード

### PlayStation 5
- It Takes Two（コンテンツアイコン：「犯罪、暴力」）
- ケムコRPGセレクションシリーズ「ケムコRPGセレクション Vol.3」はCERO：C（15才以上対象）。
  - Vol.1（コンテンツアイコン：「セクシャル、犯罪」）
  - Vol.2（コンテンツアイコン：「セクシャル、犯罪」）
  - Vol.11（コンテンツアイコン：「犯罪、言葉・その他」）
  - Vol.12（コンテンツアイコン：「犯罪」）
  - Vol.13（コンテンツアイコン：「セクシャル、犯罪、言葉・その他」）
  - Vol.14（コンテンツアイコン：「犯罪」）
- レゴシリーズ
  - LEGOスター・ウォーズスカイウォーカーサーガ（コンテンツアイコン：「暴力」）
  - LEGOホライゾン アドベンチャー（コンテンツアイコン：「暴力、犯罪」）

### PlayStation 4
- アトリエシリーズ（コンテンツアイコン：「セクシャル」)
  - 映画「五等分の花嫁」～君と過ごした五つの思い出~(コンテンツアイコン：「セクシャル」)
  - アーランドシリーズ
    - ロロナのアトリエ はじまりの物語 〜アーランドの錬金術士〜DX
    - トトリのアトリエ 〜アーランドの錬金術士2〜DX
    - メルルのアトリエ 〜アーランドの錬金術士3〜DX
    - ルルアのアトリエ 〜アーランドの錬金術士4〜
- ウルトラストリートファイターIV（コンテンツアイコン：「セクシャル、暴力、犯罪」）
  - 不思議シリーズ
    - ソフィーのアトリエ 〜不思議な本の錬金術士〜
    - フィリスのアトリエ 〜不思議な旅の錬金術士〜
    - リディー&スールのアトリエ 〜不思議な絵画の錬金術士〜
- It Takes Two（コンテンツアイコン：「犯罪、暴力」）
- レゴシリーズ
  - LEGO ジュラシック・ワールド（コンテンツアイコン：「暴力」）
  - LEGO スター・ウォーズ/フォースの覚醒（コンテンツアイコン：「暴力、犯罪」）
  - LEGO ムービー ザ・ゲーム（コンテンツアイコン：「暴力、犯罪」）
  - LEGO ワールド 目指せマスタービルダー（コンテンツアイコン：「暴力」）
  - LEGO DCスーパーヴィランズ（コンテンツアイコン：「暴力、犯罪」）
- R-TYPE FINAL2（コンテンツアイコン：「セクシャル、暴力」）
- KAMEN RIDER memory of heroez （コンテンツアイコン：「暴力」）
- ケムコRPGセレクションシリーズ「ケムコRPGセレクション Vol.3」はCERO：C（15才以上対象）。
  - Vol.1（コンテンツアイコン：「セクシャル、犯罪」）
  - Vol.2（コンテンツアイコン：「セクシャル、犯罪」）
  - Vol.4（コンテンツアイコン：「暴力、犯罪」）
  - Vol.5（コンテンツアイコン：「暴力、セクシャル、犯罪」）
  - Vol.6（コンテンツアイコン：「セクシャル、犯罪」）
  - Vol.7（コンテンツアイコン：「セクシャル、犯罪、言葉・その他」）
  - Vol.8（コンテンツアイコン：「セクシャル、犯罪、言葉・その他」）
  - Vol.9（コンテンツアイコン：「セクシャル、犯罪、言葉・その他」）
  - Vol.10（コンテンツアイコン：「暴力、セクシャル、犯罪、言葉・その他」）
  - Vol.11（コンテンツアイコン：「犯罪、言葉・その他」）
  - Vol.12（コンテンツアイコン：「犯罪」）
  - Vol.13（コンテンツアイコン：「セクシャル、犯罪、言葉・その他」）
  - Vol.14（コンテンツアイコン：「犯罪」）
- ゴーストパレード（コンテンツアイコン：「暴力」）
- 真・三國無双7 with 猛将伝（コンテンツアイコン：「セクシャル、暴力」）
- サモンナイト6 失われた境界たち（コンテンツアイコン：「暴力、犯罪」）
- シャンティ:ハーフ・ジーニー ヒーロー アルティメット・エディション（コンテンツアイコン：「セクシャル、暴力、犯罪」）
- 戦場のヴァルキュリア リマスター（コンテンツアイコン：「恋愛、暴力、犯罪、言葉・その他」）
- スーパーロボット大戦OG ムーン・デュエラーズ（コンテンツアイコン：「セクシャル、暴力、犯罪」）
- スターオーシャンシリーズ
  - スターオーシャン6 THE DIVINE FORCE（コンテンツアイコン：「セクシャル、暴力」）
  - スターオーシャン セカンドストーリー R（コンテンツアイコン：「セクシャル、暴力、犯罪」）
- ストリートファイターV（コンテンツアイコン：「セクシャル、暴力、麻薬」）
- 聖剣伝説シリーズ
  - 聖剣伝説2 SECRET of MANA（コンテンツアイコン：「セクシャル」）
  - 聖剣伝説3 TRIALS of MANA（コンテンツアイコン：「セクシャル、暴力、犯罪」）
- WWE 2K19（コンテンツアイコン：「セクシャル、暴力」）
- WWE 2K20（コンテンツアイコン：「セクシャル、暴力」）
- WWE 2K バトルグラウンド（コンテンツアイコン「セクシャル、暴力」）
- 超次次元ゲイム ネプテューヌ Re:Birth 1+（コンテンツアイコン：「セクシャル」）
- ディズニー・インフィニティー3.0（コンテンツアイコン：「暴力」）
- デスカムトゥルー （コンテンツアイコン：「恋愛、暴力、犯罪、麻薬、言葉・その他」）
- 天穂のサクナヒメ（コンテンツアイコン：「暴力、犯罪」）
- テイルズ オブ シリーズ
  - テイルズ オブ ゼスティリア（コンテンツアイコン：「セクシャル、暴力、言葉・その他」）
  - テイルズ オブ ベルセリア（コンテンツアイコン：「セクシャル、暴力」）
  - テイルズ オブ ヴェスペリア REMASTER（コンテンツアイコン：「セクシャル、暴力、犯罪、言葉・その他」）
  - テイルズ オブ シンフォニア REMASTER（コンテンツアイコン：「セクシャル、暴力、犯罪」）
- デジモンワールド -next 0rder- INTERNATI0NAL EDITI0N（コンテンツアイコン：「セクシャル」）
- 東京2020オリンピック The Official Video Game（コンテンツアイコン：「セクシャル」）
- 東方深秘録 〜 Urban Legend in Limbo.（コンテンツアイコン：「セクシャル、暴力」）
- ドラゴンクエストヒーローズ
  - ドラゴンクエストヒーローズ 闇竜と世界樹の城（コンテンツアイコン：「セクシャル」）
  - ドラゴンクエストヒーローズII 双子の王と予言の終わり（コンテンツアイコン：「セクシャル、暴力」）
- ドラゴンボール ゼノバース（コンテンツアイコン：「セクシャル」）
- ニード・フォー・スピード ライバルズ（コンテンツアイコン：「犯罪」）
- 初音ミク -Project DIVA- X HD（コンテンツアイコン：「セクシャル」）
- ブラッククローバー カルテットナイツ（コンテンツアイコン：「セクシャル、暴力、言葉・その他」）
- メガトン級ムサシ（コンテンツアイコン：「暴力、犯罪、恋愛」）
- 妖怪ウォッチJam 妖怪学園Y～ワイワイ学園生活～（コンテンツアイコン：「犯罪」）
- ロックマンX アニバーサリー コレクション1+2
  - ロックマンX アニバーサリー コレクション（コンテンツアイコン：「セクシャル、暴力」）
  - ロックマンX アニバーサリー コレクション2（コンテンツアイコン：「セクシャル」）
- ワンピース 海賊無双シリーズ（コンテンツアイコン：「セクシャル、暴力、犯罪」）
  - ワンピース 海賊無双3
  - ワンピース 海賊無双4

#### PlayStation Store 配信ソフト（PS4）
- 悪魔城ドラキュラX・セレクション 月下の夜想曲 & 血の輪廻（コンテンツアイコン：「暴力」）[14]
- アクトレイザー・ルネサンス（コンテンツアイコン：「セクシャル」）
- 幻想の輪舞（コンテンツアイコン：「セクシャル」）
- 聖剣伝説 LEGEND OF MANA（HDリマスター版。オリジナル版はCERO：A（全年齢対象）。）
- ファントムブレイカー：バトルグラウンド オーバードライブ（コンテンツアイコン：「暴力」）
- メタルスラッグ3（コンテンツアイコン：「暴力」）
- 遊戯王シリーズ
  - 遊戯王デュエルモンスターズ レガシーオブザデュエリストリンクエボリューション（コンテンツアイコン：「セクシャル、暴力」）
  - 遊戯王マスターデュエル（コンテンツアイコン：「セクシャル、暴力、言葉・その他」）

### PlayStation Vita
- アスファルト : インジェクション（コンテンツアイコン：「犯罪」）
- @field（コンテンツアイコン：「セクシャル」）
- アトリエシリーズ（コンテンツアイコン：「セクシャル」）
  - アーランドシリーズ
    - 新ロロナのアトリエ はじまりの物語 〜アーランドの錬金術士〜
    - トトリのアトリエPlus 〜アーランドの錬金術士2〜
    - メルルのアトリエPlus 〜アーランドの錬金術士3〜

  - 黄昏シリーズ
    - アーシャのアトリエPlus 〜黄昏の大地の錬金術士〜
    - エスカ&ロジーのアトリエPlus 〜黄昏の空の錬金術士〜
    - シャリーのアトリエPlus 〜黄昏の海の錬金術士〜

  - 不思議シリーズ
    - ソフィーのアトリエ 〜不思議な本の錬金術士〜
    - フィリスのアトリエ 〜不思議な旅の錬金術士〜
    - リディー&スールのアトリエ 〜不思議な絵画の錬金術士〜
- イース セルセタの樹海（コンテンツアイコン：「暴力」）
- うた組み575（コンテンツアイコン：「セクシャル」）
- 英雄伝説 零の軌跡 Evolution（コンテンツアイコン：「セクシャル、犯罪、麻薬」）
- 王と魔王と7人の姫たち ～新・王様物語～（コンテンツアイコン：「セクシャル」）
- 終わりのセラフ 運命の始まり（コンテンツアイコン：「暴力、犯罪、言葉・その他」）
- サモンナイト6 失われた境界たち（コンテンツアイコン：「暴力、犯罪」）
- スーパーロボット大戦OGサーガ 魔装機神III PRIDE OF JUSTICE（コンテンツアイコン：「恋愛、セクシャル、犯罪」）
- ストリートファイター X 鉄拳（コンテンツアイコン：「セクシャル、暴力」）
- 墨鬼 SUMIONI（コンテンツアイコン：「セクシャル、暴力」）
- スパイハンター（コンテンツアイコン：「犯罪」）
- ジェイスターズ ビクトリーバーサス（コンテンツアイコン：「暴力、セクシャル」）
- 聖剣伝説2 SECRET of MANA（コンテンツアイコン：「セクシャル」）
- 超次次元ゲイム ネプテューヌ Re:Birth 1（コンテンツアイコン：「セクシャル」）
- テイルズ オブ シリーズ
  - テイルズ オブ イノセンス R（コンテンツアイコン：「セクシャル、暴力、犯罪」）
  - テイルズ オブ ハーツ R（コンテンツアイコン：「恋愛、セクシャル、暴力、犯罪」）
- デジモンストーリー サイバースルゥース（コンテンツアイコン:「セクシャル、犯罪」）
- DJMAX TECHNIKA TUNE（コンテンツアイコン：「セクシャル」）
- ドラゴンクエストヒーローズII 双子の王と予言の終わり（コンテンツアイコン：「セクシャル、暴力」）
- 初音ミク -Project DIVA- X（コンテンツアイコン：「セクシャル」）
- ハローキティといっしょ!ブロッククラッシュV（コンテンツアイコン:「セクシャル」）
- プレイステーション オールスター・バトルロイヤル（コンテンツアイコン：「セクシャル、暴力」）
- ペルソナ4 ダンシング・オールナイト（コンテンツアイコン：「セクシャル、言葉・その他」）
- 無双シリーズ
  - 真・ガンダム無双（コンテンツアイコン：「恋愛、暴力、犯罪」）
  - 真・三國無双 NEXT（コンテンツアイコン：「セクシャル、暴力」）
- やはりゲームでも俺の青春ラブコメはまちがっている。（コンテンツアイコン：「セクシャル」）
- 結城友奈は勇者である 樹海の記憶（コンテンツアイコン：「セクシャル」）
- リアリティーファイター（コンテンツアイコン：「セクシャル、暴力」）
- リトルバスターズ! Converted Edition（コンテンツアイコン：「恋愛、セクシャル、暴力、犯罪」）
- Let's try Bass Fishing FISH ON NEXT（コンテンツアイコン：「セクシャル」）
- ローゼンメイデン ヴェヘゼルン ジー ヴェルト アップ（コンテンツアイコン：「セクシャル、犯罪」）
- ワールドトリガー ボーダレスミッション（コンテンツアイコン：「暴力」）
- ワンピースシリーズ
  - ワンピース 海賊無双2（コンテンツアイコン：「セクシャル、暴力」）
  - ワンピース 海賊無双3（コンテンツアイコン：「セクシャル、暴力、犯罪」）
  - ONE PIECE アンリミテッドワールド レッド（コンテンツアイコン：「セクシャル、暴力」）
- LEGO スター・ウォーズ/フォースの覚醒（コンテンツアイコン：「暴力、犯罪」）

#### PlayStation Store 配信ソフト（PS Vita）
- サムライ&ドランゴンズ（コンテンツアイコン：「セクシャル、暴力」）
- 不思議の幻想郷-THE TOWER OF DESIRE-（コンテンツアイコン：「暴力、犯罪」）
- ファントムブレイカー：バトルグラウンド（コンテンツアイコン：「暴力」）
- Present for you（コンテンツアイコン：「恋愛、セクシャル」）
- Miku Miku Hockey 2.0（コンテンツアイコン：「セクシャル」）
- メタルスラッグ3（コンテンツアイコン：「暴力」）

### PlayStation 3
- LEGO スター・ウォーズ/フォースの覚醒（コンテンツアイコン：「暴力、犯罪」）
- アトリエシリーズ（コンテンツアイコン：「セクシャル」）
  - アーランドシリーズ
    - 新ロロナのアトリエ はじまりの物語 〜アーランドの錬金術士〜
    - メルルのアトリエ 〜アーランドの錬金術士3〜[15]

  - ソフィーのアトリエ 〜不思議な本の錬金術士〜
  - 黄昏シリーズ
    - アーシャのアトリエ 〜黄昏の大地の錬金術士〜
    - エスカ&ロジーのアトリエ 〜黄昏の空の錬金術士〜
    - シャリーのアトリエ 〜黄昏の海の錬金術士〜
- Another Century's Episode:R（コンテンツアイコン：「セクシャル」）[7]
- THE IDOLM@STER 2（通常版。限定版『アニメもゲームもグラビアも!アイマス@スペシャルBOX』はCERO：C（15才以上対象））（コンテンツアイコン：「セクシャル、恋愛」）
- EA SPORTS 総合格闘技（コンテンツアイコン：「暴力」）
- ICO（コンテンツアイコン：「暴力」）
- エルシャダイ（コンテンツアイコン：「セクシャル、暴力」）
- エンド オブ エタニティ（コンテンツアイコン：「セクシャル、暴力、言葉・その他」）
- 機動戦士ガンダムUC（コンテンツアイコン：「暴力」）
- 仮面ライダー バトライド・ウォーシリーズ（コンテンツアイコン：「暴力」）
  - 仮面ライダー バトライド・ウォー
  - 仮面ライダー バトライド・ウォーII
- CV 〜キャスティングボイス〜（コンテンツアイコン：「セクシャル」）
- コンバットウイングス:The Great Battles of World War II （コンテンツアイコン：「言葉・その他」）
- ザ・キング・オブ・ファイターズシリーズ
  - THE KING OF FIGHTERS XII（コンテンツアイコン：「暴力」）
  - THE KING OF FIGHTERS XIII（コンテンツアイコン：「セクシャル、暴力」）
- シヴィライゼーション レボリューション（コンテンツアイコン：「暴力」）
- ジェイスターズ ビクトリーバーサス（コンテンツアイコン：「セクシャル、暴力」）
- シューティングスタジオ（コンテンツアイコン：「暴力」）
- 白騎士物語シリーズ
  - 白騎士物語 -古の鼓動-（コンテンツアイコン：「暴力、犯罪」）
    - 白騎士物語 -古の鼓動- EX Edition（コンテンツアイコン：「暴力、犯罪」）

  - 白騎士物語 -光と闇の覚醒-（コンテンツアイコン：「暴力、犯罪、セクシャル」）
- 真・三國無双シリーズ
  - 真・三國無双5（コンテンツアイコン：「暴力」）
  - 真・三國無双5 Empires（コンテンツアイコン：「セクシャル、暴力」）
  - 真・三國無双 MULTI RAID Special（コンテンツアイコン：「暴力」）
  - 真・三國無双Online 〜神将乱舞〜（コンテンツアイコン：「暴力」）
  - 真・三國無双Online 〜蒼天乱舞〜（コンテンツアイコン：「暴力」）
  - 真・三國無双6（コンテンツアイコン：「セクシャル、暴力」）
  - 真・三國無双6 猛将伝（コンテンツアイコン：「セクシャル、暴力」）
- スーパーロボット大戦シリーズ
  - スーパーロボット大戦OG ムーン・デュエラーズ（コンテンツアイコン：「セクシャル、暴力、犯罪」）
  - 第2次スーパーロボット大戦OG（コンテンツアイコン：「セクシャル」）
- スケートシリーズ
  - スケート（コンテンツアイコン：「暴力」）
  - スケート2（コンテンツアイコン：「暴力」）
  - スケート3（コンテンツアイコン：「暴力、犯罪」）
- 涼宮ハルヒの追想（コンテンツアイコン：「セクシャル」）
- スターオーシャン4 -THE LAST HOPE- INTERNATIONAL （コンテンツアイコン：「恋愛、セクシャル、暴力、犯罪、言葉・その他」）
- ストリートファイターIVシリーズ（コンテンツアイコン：「セクシャル、暴力」）
  - ストリートファイターIV
  - スーパーストリートファイターIV
  - スーパーストリートファイターIV ARCADE EDITION
  - ウルトラストリートファイターIV（コンテンツアイコン：「セクシャル、暴力、犯罪」）
- スポーツチャンピオン（コンテンツアイコン：「暴力」）
- スライ・クーパー コレクション（コンテンツアイコン：「犯罪」）
- 戦国BASARA3（コンテンツアイコン：「セクシャル、暴力」）
- 戦国無双シリーズ（コンテンツアイコン：「セクシャル、暴力」）
  - 戦国無双3 Z
  - 戦国無双3 Empires
- 戦場のヴァルキュリア（コンテンツアイコン：「恋愛、暴力、犯罪、言葉・その他」）
- 大航海時代Online
  - 大航海時代Online 〜Cruz del Sur〜（コンテンツアイコン：「暴力」）
  - 大航海時代Online 〜El Oriente〜（コンテンツアイコン：「暴力」）
  - 大航海時代Online 〜Tierra Americana〜（コンテンツアイコン：「セクシャル、暴力」）
- TERMINATOR SALVATION（コンテンツアイコン：「暴力」）
- ダンジョン シージ 3（コンテンツアイコン：「暴力」）
- 超次元ゲイム ネプテューヌ（コンテンツアイコン：「セクシャル」）
- ティアーズ・トゥ・ティアラ 花冠の大地（コンテンツアイコン：「恋愛、暴力、犯罪、セクシャル」）
- テイルズ オブ シリーズ
  - テイルズ オブ ヴェスペリア（コンテンツアイコン：「セクシャル、暴力、犯罪、言葉・その他」）
  - テイルズ オブ グレイセス エフ（コンテンツアイコン：「セクシャル、暴力、言葉・その他」）
  - テイルズ オブ エクシリア（コンテンツアイコン：「セクシャル、暴力、犯罪」）
  - テイルズ オブ シンフォニア ユニゾナントパック（コンテンツアイコン：「恋愛、暴力、犯罪、言葉・その他」）
  - テイルズ オブ ゼスティリア（コンテンツアイコン：「暴力、言葉・その他、セクシャル」）
  - テイルズ オブ ベルセリア（コンテンツアイコン：「セクシャル、暴力」）
- テストドライブ アンリミテッド 2（コンテンツアイコン：「恋愛、セクシャル、犯罪」）
- 鉄拳6（コンテンツアイコン：「セクシャル、暴力」）
- ドラゴンクエストヒーローズ
  - ドラゴンクエストヒーローズ 闇竜と世界樹の城（コンテンツアイコン：「セクシャル」）
  - ドラゴンクエストヒーローズII 双子の王と予言の終わり（コンテンツアイコン：「セクシャル、暴力」）
- ドラゴンボール ゼノバース（コンテンツアイコン：「セクシャル」）
- トランスフォーマー THE GAME（コンテンツアイコン：「犯罪」）
- トリニティ ジルオール ゼロ（コンテンツアイコン：「恋愛、セクシャル、暴力、犯罪」）
- ドリフトナイツ ジュースド2（コンテンツアイコン：「セクシャル」）
- NARUTO -ナルト- 疾風伝 ナルティメットストーム3（コンテンツアイコン：「暴力」）
- 肉弾（コンテンツアイコン：「暴力」）
- ニード・フォー・スピードシリーズ（コンテンツアイコン：「犯罪」）[16]
  - ニード・フォー・スピード カーボン
  - ニード・フォー・スピード アンダーカバー
  - ニード・フォー・スピード ホット・パースート
- nail'd（コンテンツアイコン：「セクシャル、暴力」）
- バーチャファイター5（コンテンツアイコン：「セクシャル、暴力」）
- バーンアウト パラダイス（コンテンツアイコン：「犯罪」）
  - バーンアウト パラダイス The Ultimate Box（コンテンツアイコン：「犯罪」）
- バトルファンタジア（コンテンツアイコン：「セクシャル、暴力」）
- 緋色の欠片 愛蔵版 〜あかねいろの追憶〜（コンテンツアイコン：「恋愛、セクシャル」）
- ファイナルファンタジーシリーズ
  - ファイナルファンタジーXIII（コンテンツアイコン：「恋愛、セクシャル、暴力、言葉・その他」）
  - ファイナルファンタジーXIV（コンテンツアイコン：「セクシャル、暴力」）
- プリンス・オブ・ペルシャシリーズ
  - プリンス・オブ・ペルシャ（コンテンツアイコン：「セクシャル、暴力」）
  - プリンス・オブ・ペルシャ 忘却の砂（コンテンツアイコン：「暴力」）
- プレイステーション オールスター・バトルロイヤル（コンテンツアイコン：「セクシャル、暴力」）
- BLAZBLUE -CALAMITY TRIGGER-（コンテンツアイコン：「セクシャル、暴力、犯罪」）
- BLADESTORM 百年戦争（コンテンツアイコン：「暴力」）
- 街スベリ（コンテンツアイコン：「暴力、犯罪」）
- まもるクンは呪われてしまった! 〜冥界活劇ワイド版〜（コンテンツアイコン：「セクシャル」）
- 無双OROCHIシリーズ（コンテンツアイコン：「セクシャル、暴力」）
  - 無双OROCHI Z
  - 無双OROCHI 2
- モーターストームシリーズ
  - MotorStorm 〜モーターストーム〜（コンテンツアイコン：「暴力」）
  - MotorStorm2 〜モーターストーム2〜（コンテンツアイコン：「セクシャル、暴力」）
  - モーターストーム コンプリート（コンテンツアイコン：「暴力」）
- UFC 2009 Undisputed（コンテンツアイコン：「暴力」）
- UFC Undisputed 2010（コンテンツアイコン：「暴力」）
- ラストリベリオン（コンテンツアイコン：「セクシャル」）
- ラチェット&クランク 銀河★最強トライスターパック（コンテンツアイコン：「暴力」）[17]
- R.U.S.E.（コンテンツアイコン：「暴力」）
- ローゼンメイデン ヴェヘゼルン ジー ヴェルト アップ（コンテンツアイコン：「セクシャル、犯罪」）
- 湾岸ミッドナイト（コンテンツアイコン：「犯罪」）
- ワンダと巨像（コンテンツアイコン：「暴力」）
- ワンピース 海賊無双シリーズ
  - ワンピース 海賊無双（コンテンツアイコン：「セクシャル、暴力、犯罪」）
  - ワンピース 海賊無双2（コンテンツアイコン：「セクシャル、暴力」）
  - ワンピース 海賊無双3（コンテンツアイコン：「セクシャル、暴力、犯罪」）

#### PlayStation Store 配信ソフト（PS3）
- ゴールデンアックス（コンテンツアイコン：「暴力」）
- ウィザードリィ 囚われし亡霊の街（コンテンツアイコン：「セクシャル」）
- ELEVATOR ACTION DELUXE（コンテンツアイコン：「暴力」）
- 葛城ミサト報道計画（コンテンツアイコン：「不明」）
- Castle Crashers（コンテンツアイコン：「暴力」）
- クレイジータクシー（コンテンツアイコン：「犯罪」）
- SCOTT PILGRIM VS. THE WORLD: THE GAME（コンテンツアイコン：「恋愛、暴力」）
- ストリートファイターIII 3rd STRIKE ONLINE EDITION（コンテンツアイコン：「セクシャル、暴力」）
- スペースチャンネル5 パート2（コンテンツアイコン：「セクシャル」）
- セガビンテージコレクション
  - 獣王記（コンテンツアイコン：「暴力」）
  - ベア・ナックルII 死闘への鎮魂歌（コンテンツアイコン：「暴力」）
- DARK AWAKE（コンテンツアイコン：「セクシャル、暴力」）
- 鉄拳5 DARK RESURRECTION（コンテンツアイコン：「セクシャル、暴力」）
- トライン ザ ロストレリック（コンテンツアイコン：「暴力」）
- バイオニックコマンドー マスターD復活計画（コンテンツアイコン：「暴力」）
- 初音ミク -Project DIVA- ドリーミーシアターシリーズ（コンテンツアイコン：「セクシャル」）
  - 初音ミク -Project DIVA- ドリーミーシアター
  - 初音ミク -Project DIVA- ドリーミーシアター 2nd
  - 初音ミク -Project DIVA- ドリーミーシアター EXTEND
- Hard Corps: Uprising（コンテンツアイコン：「暴力」）
- プチカラット（コンテンツアイコン：「セクシャル」）
- MARVEL VS. CAPCOM 2 NEW AGE OF HEROES（コンテンツアイコン：「???」）
- マリシアス（コンテンツアイコン：「セクシャル、暴力」）
- MOON DIVER（コンテンツアイコン：「暴力」）
- メタルスラッグ3（コンテンツアイコン：「暴力」）
- ラチェット&クランク INTO THE NEXUS（コンテンツアイコン：「暴力」）

### PlayStation Portable
- サモンナイトシリーズ
  - サモンナイト3（コンテンツアイコン：「犯罪」）
  - サモンナイト5（コンテンツアイコン：「恋愛、セクシャル」）
- THE IDOLM@STERシリーズ（コンテンツアイコン：「セクシャル」）
  - THE IDOLM@STER SP
    - THE IDOLM@STER SP パーフェクトサン
    - THE IDOLM@STER SP ミッシングムーン
    - THE IDOLM@STER SP ワンダリングスター

  - THE IDOLM@STER SHINY FESTA
    - THE IDOLM@STER SHINY FESTA ハニーサウンド
    - THE IDOLM@STER SHINY FESTA ファンキーノート
    - THE IDOLM@STER SHINY FESTA グルーヴィーチューン
- 悪魔城ドラキュラ Xクロニクル（コンテンツアイコン：「暴力」）
- 雨格子の館 PORTABLE 一柳和、最初の受難（コンテンツアイコン：「暴力」）
- アリスシリーズ（コンテンツアイコン：「恋愛、セクシャル、暴力、犯罪」）
  - クローバーの国のアリス 〜Wonderful Wonder World〜
  - ジョーカーの国のアリス 〜Wonderful Wonder World〜
- アルコバレーノ! ポータブル（コンテンツアイコン：「恋愛」）
- アンチェインブレイズ レクス（コンテンツアイコン：「セクシャル、暴力」）
- Ys I&II Chronicles（コンテンツアイコン：「セクシャル、暴力、犯罪」）
- イース -フェルガナの誓い-（コンテンツアイコン：「暴力、犯罪」）
- イースvs.空の軌跡 オルタナティブ・サーガ（コンテンツアイコン：「セクシャル、暴力」）
- いつかこの手が穢れる時に -SPECTRAL FORCE LEGACY-（コンテンツアイコン：「犯罪」）
- 11eyes CrossOver（コンテンツアイコン：「恋愛、セクシャル、暴力、言葉・その他」）（Xbox 360版はCERO：C（15才以上対象）、コンテンツアイコンは「セクシャル」のみ）
- ヴァルキリープロファイル レナス（コンテンツアイコン：「恋愛、犯罪」）
- ヴァルハラナイツシリーズ
  - ヴァルハラナイツ（コンテンツアイコン：「暴力」）
  - ヴァルハラナイツ2（コンテンツアイコン：「暴力、犯罪」）
  - ヴァルハラナイツ2 バトルスタンス（コンテンツアイコン：「暴力、犯罪」）
- ヴィオラートのアトリエ 〜グラムナートの錬金術士2〜 群青の思い出（コンテンツアイコン：「犯罪」（通常版）、「暴力」（限定版））
- ウィル・オ・ウィスプ ポータブル（コンテンツアイコン：「恋愛」）
- 英雄伝説VI 空の軌跡シリーズ（コンテンツアイコン：「恋愛、暴力、言葉・その他」） [18]
  - 英雄伝説 空の軌跡SC
  - 英雄伝説 空の軌跡 the 3rd
- 英雄伝説 零の軌跡（コンテンツアイコン：「セクシャル、犯罪、麻薬」）
- エクシズ・フォルス（コンテンツアイコン：「セクシャル」）
- AKB1/48 アイドルと恋したら…（コンテンツアイコン：「恋愛」）
- SNK アーケードクラシックス Vol.1（コンテンツアイコン：「セクシャル、暴力、犯罪」）
- SNK アーケードクラシックス ゼロ（コンテンツアイコン：「暴力」）
- SDガンダム GGENERATION WORLD コレクターズパック（特典映像を収録したDVDのみ。ゲーム自体は通常版と同じくCERO：A（全年齢対象）。）（コンテンツアイコン：「恋愛、暴力」）
- S.Y.K 〜新説西遊記〜 Portable（コンテンツアイコン：「犯罪、恋愛」）
- S.Y.K 〜蓮咲伝〜 Portable（コンテンツアイコン：「恋愛」）
- エルミナージュシリー [19]
  - エルミナージュII 〜双生の女神と運命の大地〜（コンテンツアイコン：「セクシャル」）
  - エルミナージュOriginal 〜闇の巫女と神々の指輪〜（コンテンツアイコン：「暴力、犯罪」）
- 遠隔捜査 -真実への23日間-（コンテンツアイコン：「暴力、犯罪、セクシャル」）
- ヱヴァンゲリヲン:序（コンテンツアイコン：「暴力」）
- 俺の屍を越えてゆけ（コンテンツアイコン：「セクシャル、暴力」）
- 俺たちのサバゲー PORTABLE（コンテンツアイコン：「暴力」）
- 俺たちのサバゲー VERSUS（コンテンツアイコン：「暴力」）
- 俺の妹がこんなに可愛いわけがない ポータブル（通常版。限定版「“俺”の妹と恋しよっ♪ボックス」はCERO：C（15才以上対象））（コンテンツアイコン：「恋愛、セクシャル、犯罪」）
- 学園ヘタリア Portable（コンテンツアイコン：「恋愛」）
- カヌチ 二つの翼（コンテンツアイコン：「恋愛、セクシャル」）
- Kanon（コンテンツアイコン：「恋愛、言葉・その他」）
- カルネージハート エクサ（コンテンツアイコン：「犯罪」）
- GUILTY GEARシリーズ（コンテンツアイコン：「セクシャル、暴力」）[20]
  - GUILTY GEAR XX #RELOAD
  - GUILTY GEAR XX Λ CORE PLUS
- キングダム 一騎闘千の剣（コンテンツアイコン：「暴力」）
- クライシス コア ファイナルファンタジーVII（コンテンツアイコン：「暴力、言葉・その他」）
- CLANNAD 光見守る坂道で（上巻・下巻とも）（コンテンツアイコン：「セクシャル、暴力」（上巻）、「セクシャル」（下巻））
- クレイジータクシー ダブルパンチ（コンテンツアイコン：「犯罪」）
- 鉄のラインバレル（コンテンツアイコン：「恋愛、セクシャル、暴力」）
- グローランサー（コンテンツアイコン：「恋愛、セクシャル、暴力」）
- グローランサーIV オーバーリローデッド（コンテンツアイコン：「恋愛、セクシャル、暴力、犯罪」）
- グロリア・ユニオン（コンテンツアイコン：「セクシャル、犯罪」）
- 喧嘩番長シリーズ（コンテンツアイコン：「暴力、犯罪」）[21]
  - 喧嘩番長 ポータブル
  - 喧嘩番長4 一年戦争
  - 喧嘩番長5 漢の法則
- 幻想水滸伝I&II（コンテンツアイコン：「犯罪」）
- 攻殻機動隊 STAND ALONE COMPLEX -狩人の領域-（コンテンツアイコン：「暴力」）
- 氷の墓標 一柳和、3度目の受難（コンテンツアイコン：「暴力」）
- CODED ARMS CONTAGION（コンテンツアイコン：「暴力」）
- この青空に約束を― てのひらのらくえん（コンテンツアイコン：「恋愛、セクシャル」）
- 金色のコルダシリーズ[22]
  - 金色のコルダ2 f アンコール（コンテンツアイコン：「恋愛」）
  - 金色のコルダ3（コンテンツアイコン：「恋愛、犯罪」）
- 最後の約束の物語（コンテンツアイコン：「恋愛、暴力」）
- THE KING OF FIGHTERS PORTABLE '94～'98 Chapter of Orochi（コンテンツアイコン：「セクシャル、暴力」）
- サクラ大戦1&2（コンテンツアイコン：「恋愛、セクシャル」）
- ザ・シムズ2 Dr.ドミニクの陰謀（コンテンツアイコン：「恋愛」）
- ザ・シムズ2 ペット ワンニャンライフ（DS版はCERO：A（全年齢対象））（コンテンツアイコン：「恋愛」）
- シャイニング・ハーツ（コンテンツアイコン：「恋愛、セクシャル」）
- ジャック×ダクスター 〜エルフとイタチの大冒険〜（コンテンツアイコン：「恋愛、暴力、犯罪」）
- シャドウ オブ メモリーズ（コンテンツアイコン：「犯罪、暴力」）
- 呪医 Dr.杜馬丈太郎（コンテンツアイコン：「恐怖」）
- 十次元立方体サイファーPORTABLE（コンテンツアイコン：「恋愛、セクシャル、暴力、犯罪」）
- 銃声とダイヤモンド（コンテンツアイコン：「暴力、犯罪、言葉・その他」）
- 首都高バトル（コンテンツアイコン：「犯罪」）
- ジルオール インフィニット プラス（コンテンツアイコン：「セクシャル」）
- 白騎士物語 -episode.portable- ドグマ・ウォーズ（コンテンツアイコン：「暴力」）
- 神曲奏界ポリフォニカ 0〜4話フルパック（コンテンツアイコン：「セクシャル、暴力」）
- 真・三國無双シリーズ
  - 真・三國無双（コンテンツアイコン：「暴力」）
  - 真・三國無双 2nd Evolution（コンテンツアイコン：「暴力」）
  - 真・三國無双 MULTI RAID（コンテンツアイコン：「暴力」）
  - 真・三國無双5 Special（コンテンツアイコン：「暴力」）
  - 真・三國無双5 Empires（コンテンツアイコン：「セクシャル、暴力」）
  - 真・三國無双 MULTI RAID 2（コンテンツアイコン：「暴力」）
  - 真・三國無双6 Special（コンテンツアイコン：「セクシャル、暴力」）
- 新世紀エヴァンゲリオン 鋼鉄のガールフレンド 特別編 ポータブル（コンテンツアイコン：「恋愛、セクシャル」）
- 真・マスターオブモンスターズFinal EX 〜無垢なる嘆き、天冥の災禍〜（コンテンツアイコン：「セクシャル」）
- 涼宮ハルヒの追想（コンテンツアイコン：「セクシャル」）
- Starry☆Skyシリーズ
  - Starry☆Sky 〜in Spring〜 ポータブル（コンテンツアイコン：「恋愛」）
  - Starry☆Sky 〜in Summer〜 ポータブル（コンテンツアイコン：「恋愛」）
  - Starry☆Sky 〜in Autumn〜 ポータブル（コンテンツアイコン：「恋愛、セクシャル」）
  - Starry☆Sky 〜in Winter〜 ポータブル（コンテンツアイコン：「恋愛」）
- STORM LOVER（コンテンツアイコン：「恋愛、セクシャル」）
- STORM LOVER 夏恋!!（コンテンツアイコン：「恋愛、セクシャル」）
- スペクトラル VS ジェネレーション（コンテンツアイコン：「暴力」）
- 絶体絶命都市3 -壊れゆく街と彼女の歌-（コンテンツアイコン：「セクシャル、暴力、犯罪」）
- セブンスドラゴン2020（コンテンツアイコン：「セクシャル、暴力」）
- 零・超兄貴（コンテンツアイコン：「セクシャル」）
- 戦国キャノン（コンテンツアイコン：「セクシャル」）
- 戦国BASARAシリーズ（コンテンツアイコン：「セクシャル、暴力」）
  - 戦国BASARA バトルヒーローズ
  - 戦国BASARA クロニクルヒーローズ
- 戦国無双シリーズ（コンテンツアイコン：「恋愛、セクシャル、暴力」）
  - 激・戦国無双
- 戦場のヴァルキュリアシリーズ
  - 戦場のヴァルキュリア2 ガリア王立士官学校（コンテンツアイコン：「セクシャル、暴力、犯罪、言葉・その他」）
  - 戦場のヴァルキュリア3（コンテンツアイコン：「恋愛、セクシャル、暴力」）
- 太閤立志伝V（コンテンツアイコン：「暴力」）
- 大戦略シリーズ（コンテンツアイコン：「暴力」）[22]
  - 大戦略 大東亜興亡史 〜トラ・トラ・トラ ワレ奇襲ニ成功セリ〜
  - 現代大戦略 〜一触即発・軍事バランス崩壊〜
  - 大戦略パーフェクト 〜戦場の覇者〜
- スーパーロボット大戦シリーズ
  - 第2次スーパーロボット大戦Z 破界篇（コンテンツアイコン：「セクシャル」）
  - 第2次スーパーロボット大戦Z 再世篇
- D.C. Girl's Symphony Pocket 〜ダ・カーポ〜 ガールズシンフォニー ポケット（コンテンツアイコン：「恋愛、犯罪」）
- タクティクスオウガ 運命の輪（コンテンツアイコン：「犯罪、麻薬、言葉・その他」）
- 探偵オペラ ミルキィホームズシリーズ
  - 探偵オペラ ミルキィホームズ（コンテンツアイコン：「セクシャル、言葉・その他」）
  - 探偵オペラ ミルキィホームズ 2（コンテンツアイコン：「セクシャル、犯罪」）
- 探偵 神宮寺三郎 灰とダイヤモンド（コンテンツアイコン：「セクシャル」）
- 地球防衛軍2 PORTABLE（コンテンツアイコン：「暴力」）
- つくものがたり（コンテンツアイコン：「セクシャル、暴力、犯罪」）
- つよきす2学期 −Portable−（コンテンツアイコン：「恋愛、セクシャル」）
- ティアーズ・トゥ・ティアラ 花冠の大地 PORTABLE（コンテンツアイコン：「恋愛、セクシャル、暴力、犯罪」）
- DJMAX Portable 3（コンテンツアイコン：「恋愛、セクシャル、暴力」）
- テイルズ オブ シリーズ[22]
  - テイルズ オブ ファンタジア なりきりダンジョンX（コンテンツアイコン：「セクシャル、犯罪」）
  - テイルズ オブ ザ ワールド レディアント マイソロジー3（コンテンツアイコン：「セクシャル、暴力、言葉・その他」）
  - テイルズ オブ ザ ヒーローズ ツインブレイヴ（コンテンツアイコン：「暴力、犯罪」）
- テガミバチ こころ紡ぐ者へ（コンテンツアイコン：「暴力、犯罪」）
- 鉄拳シリーズ
  - 鉄拳 DARK RESURRECTION（コンテンツアイコン：「暴力」）
  - 鉄拳6（コンテンツアイコン：「セクシャル、暴力」）
- Dept. Heaven Episodesシリーズ
  - グングニル -魔槍の軍神と英雄戦争-（コンテンツアイコン：「犯罪、言葉・その他」）
  - Riviera 〜約束の地リヴィエラ〜（通常版）（コンテンツアイコン：「セクシャル」）[23]
- デュラララ!! 3way standoff（コンテンツアイコン：「暴力」）
- 天地の門シリーズ
  - 天地の門（コンテンツアイコン：「暴力」）
  - 天地の門2 武双伝（コンテンツアイコン：「暴力」）
- とある魔術の禁書目録（コンテンツアイコン：「セクシャル、暴力」）
- 12Riven -the Ψcliminal of integral-（コンテンツアイコン：「恋愛、暴力、犯罪」）
- トゥームレイダーシリーズ
  - トゥームレイダー レジェンド（コンテンツアイコン：「セクシャル、暴力」）
  - トゥームレイダー アニバーサリー（コンテンツアイコン：「暴力」）
- ときめきメモリアル4（コンテンツアイコン：「恋愛、セクシャル」）
- .hack//Link（通常版）（コンテンツアイコン：「セクシャル、犯罪」）（絶対包囲パックはCERO：C（15才以上対象）、コンテンツアイコンは「セクシャル」のみ）
- 智代アフター 〜It's a Wonderful Life〜 CS Edition（コンテンツアイコン：「恋愛、セクシャル」）
- DRAGONBALL EVOLUTION（コンテンツアイコン：「暴力」）
- To LOVEる -とらぶる- ドキドキ!臨海学校編（コンテンツアイコン：「恋愛、セクシャル」）
- ナムコミュージアム Vol.2（コンテンツアイコン：「暴力」）[24]
- NARUTO -ナルト- 疾風伝 ナルティメットインパクト（コンテンツアイコン：「暴力」）
- ニード・フォー・スピードシリーズ（コンテンツアイコン：「犯罪」）[25]
  - ニード・フォー・スピード モスト・ウォンテッド 5・1・0
  - ニード・フォー・スピード カーボン オウン・ザ・シティ
  - ニード・フォー・スピード アンダーカバー
- ネオ アンジェリーク Special（コンテンツアイコン：「恋愛」）
- ネオジオヒーローズ 〜アルティメット シューティング〜（コンテンツアイコン：「セクシャル」）
- 乃木坂春香の秘密 同人誌はじめました♥（コンテンツアイコン：「恋愛、セクシャル」）
- のーふぇいと! 〜only the power of will〜（コンテンツアイコン：「恋愛、セクシャル」）
- 信長の野望・将星録（コンテンツアイコン：「暴力」）
- バカとテストと召喚獣ポータブル（コンテンツアイコン：「セクシャル」）
- 薄桜鬼 随想録 ポータブル（コンテンツアイコン：「暴力、恋愛」）
- 初音ミク -Project DIVA-シリーズ（コンテンツアイコン：「セクシャル」）
  - 初音ミク -Project DIVA-
  - 初音ミク -Project DIVA- 2nd
  - 初音ミク -Project DIVA- Extend
- バトルスピリッツ ヒーローズ ソウル（コンテンツアイコン：「暴力」）
- ハヤテのごとく!! ナイトメアパラダイス（コンテンツアイコン：「セクシャル」）
- 遙かなる時空の中でシリーズ
  - 遙かなる時空の中で 彩絵手箱（コンテンツアイコン：「暴力、恋愛」）
  - 遙かなる時空の中で2（コンテンツアイコン：「恋愛」）
  - 遙かなる時空の中で3 with 十六夜記（コンテンツアイコン：「恋愛」）
  - 遙かなる時空の中で3 運命の迷宮（コンテンツアイコン：「恋愛」）
  - 遙かなる時空の中で4 愛蔵版（コンテンツアイコン：「恋愛」）
  - 遙かなる時空の中で5（コンテンツアイコン：「恋愛、犯罪」）
- バーンアウトシリーズ（コンテンツアイコン：「犯罪」）
  - バーンアウト レジェンド
  - バーンアウト ドミネーター
- PC Enginine Best Collection 天外魔境コレクション（コンテンツアイコン：「恋愛、セクシャル、暴力、犯罪」）
- ヒーローズファンタジア（コンテンツアイコン：「セクシャル、暴力」）
- 緋色の欠片シリーズ
  - 緋色の欠片 ポータブル（コンテンツアイコン：「恋愛、セクシャル」）
  - 蒼黒の楔 緋色の欠片3 ポータブル（コンテンツアイコン：「恋愛」）
  - 真・翡翠の雫 緋色の欠片2 ポータブル（コンテンツアイコン：「恋愛、セクシャル」）
  - ヒイロノカケラ 新玉依姫伝承 ポータブル（コンテンツアイコン：「恋愛、暴力、犯罪」）
  - ヒイロノカケラ 新玉依姫伝承 -Piece of Future-（コンテンツアイコン：「恋愛、暴力」）
- ひぐらしデイブレイクシリーズ（コンテンツアイコン：「セクシャル、暴力」）
  - ひぐらしデイブレイクPortable
  - ひぐらしデイブレイクPortable MEGA EDITION
- Vitaminシリーズ（コンテンツアイコン：「恋愛、セクシャル」）
  - VitaminZ Revolution
  - VitaminX Evolution Plus
  - VitaminXtoZ
- 羊くんならキスしてあげる☆（コンテンツアイコン：「恋愛、セクシャル」）
- Φなる・あぷろーち2 〜1st priority〜 ポータブル（コンテンツアイコン：「恋愛、セクシャル」）
- ファインダーラブシリーズ（コンテンツアイコン：「セクシャル」）
  - ファインダーラブ 工藤理沙 ファーストショットは君と。
  - ファインダーラブ 原史奈 ふたりのふたりで…。
  - ファインダーラブ ほしのあき 南国トラブルランデブー
- ファンタジーゴルフ パンヤ PORTABLE（コンテンツアイコン：「セクシャル」）
- ファンタシースターシリーズ
  - ファンタシースターポータブル（コンテンツアイコン：「暴力、犯罪」）
  - ファンタシースターポータブル2（コンテンツアイコン：「セクシャル、暴力」）
  - ファンタシースターポータブル2 インフィニティ（コンテンツアイコン：「セクシャル、暴力」）
- ファイナルファンタジータクティクス 獅子戦争（コンテンツアイコン：「犯罪」）
- FairlyLife MiracleDays（コンテンツアイコン：「セクシャル、恋愛」）
- Fateシリーズ
  - Fate/unlimited codes PORTABLE（コンテンツアイコン：「セクシャル、暴力」）
  - Fate/EXTRA（コンテンツアイコン：「犯罪、セクシャル」）
- 不思議のダンジョン 風来のシレン3 ポータブル（コンテンツアイコン：「犯罪」）
- 武装神姫 BATTLE MASTERS（コンテンツアイコン：「セクシャル、暴力」）
- ブラック★ロックシューター THE GAME（コンテンツアイコン：「セクシャル、暴力」）
- ぷりサガ!PORTABLE（コンテンツアイコン：「恋愛、セクシャル、暴力」）
- プリンス・オブ・ペルシャ 忘却の砂（コンテンツアイコン：「暴力」）
- ブレイズ・ユニオン（コンテンツアイコン：「セクシャル、犯罪」）
- BLAZBLUE -CALAMITY TRIGGER- Portable（コンテンツアイコン：「セクシャル、暴力、犯罪」）
- プロジェクトケルベルス（コンテンツアイコン：「恋愛、セクシャル、暴力、犯罪」）
- ペルソナシリーズ
  - Persona（コンテンツアイコン：「犯罪」）
  - ペルソナ3 ポータブル（コンテンツアイコン：「言葉・その他、セクシャル、暴力」）
  - ペルソナ2 罪（コンテンツアイコン：「セクシャル、暴力、犯罪、麻薬」）
- マギウステイル エタニティ 〜世界樹と恋する魔法使い〜（コンテンツアイコン：「恋愛、セクシャル、犯罪」）
- マグナカルタ ポータブル（コンテンツアイコン：「セクシャル」）
- マクロストライアングルフロンティア（コンテンツアイコン：「セクシャル」）
- 魔法少女まどか☆マギカ ポータブル（コンテンツアイコン：「セクシャル、暴力、犯罪、言葉・その他」）
- 魔法少女リリカルなのはA's PORTABLE -THE BATTLE OF ACES-（コンテンツアイコン：「セクシャル、暴力」）
- マザーグースの秘密の館（コンテンツアイコン：「恋愛」）
- 水の旋律（コンテンツアイコン：「セクシャル、暴力」）
- 水の旋律2 〜緋の記憶〜（コンテンツアイコン：「麻薬、恋愛、暴力」）
- Midnight Club: L.A. Remix（コンテンツアイコン：「犯罪」）[26]
- 無双OROCHIシリーズ
  - 無双OROCHI（コンテンツアイコン：「暴力」）
  - 無双OROCHI 魔王再臨（コンテンツアイコン：「セクシャル、暴力」）
- METAL GEAR SOLID BANDE DESSINEE（コンテンツアイコン：「暴力、犯罪」）
- メタルスラッグシリーズ（コンテンツアイコン：「暴力」）
  - メタルスラッグ コンプリート
  - メタルスラッグXX
- MEDICAL91 for PORTABLE（コンテンツアイコン：「恋愛」）
- Memories Offシリーズ[27]
  - Memories Off（コンテンツアイコン：「恋愛」）
  - Memories Off 2nd（コンテンツアイコン：「恋愛、犯罪」）
  - 想い出にかわる君 〜Memories Off〜（コンテンツアイコン：「恋愛、セクシャル、麻薬」）
  - Memories Off 〜それから〜（PS2版は15才以上対象）（コンテンツアイコン：「恋愛、セクシャル、言葉・その他」）
  - Memories Off 6 〜T-wave〜（コンテンツアイコン：「恋愛、セクシャル」）
  - Memories Off After Rain（コンテンツアイコン：「恋愛、セクシャル」）
  - Memories Off 〜それから again〜（コンテンツアイコン：「恋愛、セクシャル」）
  - Memories Off #5 encore（コンテンツアイコン：「恋愛、セクシャル」）
  - Memories Off 6 Next Relation（通常版。限定版はCERO：C（15才以上対象））（コンテンツアイコン：「恋愛、セクシャル」）
  - Memories Off ゆびきりの記憶（コンテンツアイコン：「恋愛、セクシャル」）
  - ユア・メモリーズオフ〜Girl's Style〜（コンテンツアイコン：「恋愛」）
- MotorStorm Raging Ice 〜モーターストーム レイジングアイス〜（コンテンツアイコン：「暴力」）
- やるドラ ポータブルシリーズ
  - やるドラ ポータブル ダブルキャスト（コンテンツアイコン：「恋愛、セクシャル、暴力」）
  - やるドラ ポータブル サンパギータ（コンテンツアイコン：「恋愛、セクシャル、暴力」）
  - やるドラ ポータブル BLOOD THE LAST VAMPIRE（コンテンツアイコン：「暴力」）
- ラストランカー（コンテンツアイコン：「セクシャル、暴力、犯罪」）
- リアルロデ Portable（コンテンツアイコン：「恋愛」）
- リトルバスターズ! Converted Edition（コンテンツアイコン：「恋愛、セクシャル、暴力、犯罪」）
- Lucian Bee'sシリーズ
  - Lucian Bee's RESURRECTION SUPERNOVA（コンテンツアイコン：「恋愛、セクシャル、犯罪」）
  - Lucian Bee's EVIL VIOLET（コンテンツアイコン：「恋愛、セクシャル」）
  - Lucian Bee's JUSTICE YELLOW（コンテンツアイコン：「恋愛」）
- LUNAR -HARMONY of SILVER STAR-（コンテンツアイコン：「セクシャル」）
- るろうに剣心 -明治剣客浪漫譚- 再閃（コンテンツアイコン：「恋愛、暴力」）
- るろうに剣心 -明治剣客浪漫譚- 完醒（コンテンツアイコン：「暴力、麻薬」）
- 煉獄 The Tower of Purgatory（コンテンツアイコン：「暴力」）
- ロストヒーローズ（コンテンツアイコン：「犯罪」）
- 湾岸ミッドナイト ポータブル（コンテンツアイコン：「犯罪」）
- ワンド オブ フォーチュン ポータブル（コンテンツアイコン：「恋愛」）
- ワンド オブ フォーチュン -未来へのプロローグ- ポータブル（コンテンツアイコン：「恋愛」）
- ワンピース ROMANCE DAWN 冒険の夜明け（コンテンツアイコン：「セクシャル、暴力、犯罪、言葉・その他」）
- SIMPLE2500シリーズPortable!!
  - Vol.12 THE 歩兵2 〜戦友よ、先に逝け〜（コンテンツアイコン：「暴力、言葉・その他」）
  - Vol.13 THE 悪魔ハンターズ 〜ヱクソシスター〜（コンテンツアイコン：「セクシャル、暴力」）

#### PlayStation Store 配信ソフト（PSP）
- GTI Club ワールド シティ レース（コンテンツアイコン：「犯罪」）
- スーパーロボット大戦Operation Extend（第1章～第8章）（コンテンツアイコン：「セクシャル」）
- 乃木坂春香の秘密 同人誌、はじめました。（第一巻 - 第五巻）（コンテンツアイコン：「セクシャル、恋愛」）
- 探偵オペラ ミルキィホームズ 1.5（第1話 - 第6話）（コンテンツアイコン：「セクシャル、言葉・その他」）
- バクマツ☆維新伝（コンテンツアイコン：「セクシャル」）
- 魔法少女リリカルなのはA's PORTABLE DLマガジン デジタルなのは（コンテンツアイコン：「セクシャル」）
- ノゾミカナエタマエ 〜Daydream Reconstruct〜（コンテンツアイコン：「セクシャル、恋愛」）

### PlayStation 2
- 真・爆走デコトラ伝説　～天下統一頂上決戦～（コンテンツアイコン：「犯罪」）
- トラック狂走曲（コンテンツアイコン：「犯罪」）
- カウボーイビバップ 追憶の夜曲（コンテンツアイコン：「セクシャル、暴力」）
- スター・ウォーズ エピソード3/シスの復讐（コンテンツアイコン：「暴力」）
- 実戦パチスロ必勝法!ウルトラマン倶楽部ST（コンテンツアイコン：「暴力」）
- あいかぎ 〜ぬくもりとひだまりの中で〜（ベスト版）（コンテンツアイコン：「恋愛」）
- 蒼のままで……（コンテンツアイコン：「セクシャル」）
- APPLESEED EX（コンテンツアイコン：「暴力」）
- アニメバトル 烈火の炎 FINAL BURNING（コンテンツアイコン：「セクシャル」）
- ANUBIS ZONE OF THE ENDERS（コンテンツアイコン：「不明」）
- アーバンレイン（コンテンツアイコン：「暴力」）
- 雨格子の館 一柳和、最初の受難（コンテンツアイコン：「暴力」）
- アルカナハートシリーズ（コンテンツアイコン：「セクシャル」）
  - アルカナハート
  - すっごい!アルカナハート2
- アルコバレーノ!（コンテンツアイコン：「恋愛」）
- R-TYPE FINAL（コンテンツアイコン：「不明（実際は「セクシャル」）」）
- アルトネリコシリーズ（コンテンツアイコン：「セクシャル」）
  - アルトネリコ 世界の終わりで詩い続ける少女
  - アルトネリコ2 世界に響く少女たちの創造詩
- R:RACING EVOLUTION（コンテンツアイコン：「不明」）
- アンジェリークシリーズ（コンテンツアイコン：「恋愛」）
  - アンジェリーク トロワ（コーエー定番シリーズ）
  - アンジェリーク エトワール
  - ネオ アンジェリーク
  - ネオ アンジェリーク フルボイス
- _summer##（コンテンツアイコン：「恋愛、セクシャル」）
- ICO（2005年発売のPlayStation 2 the Best）（コンテンツアイコン：「暴力」）
- イース -ナピシュテムの匣-（PSP版はCERO：A（全年齢対象））（コンテンツアイコン：「セクシャル、暴力」）
- IZUMO 2 学園狂想曲 ダブルタクト（コンテンツアイコン：「恋愛、セクシャル」）
- 鋳薔薇（コンテンツアイコン：「セクシャル」）
- Iris 〜イリス〜（2800コレクション）（コンテンツアイコン：「恋愛」）
- イリスのアトリエ エターナルマナ（コンテンツアイコン：「不明」）
- We Are*（コンテンツアイコン：「恋愛、セクシャル」）
- ウィル・オ・ウィスプ（コンテンツアイコン：「恋愛」）
- ウィル・オ・ウィスプ 〜イースターの奇跡〜（コンテンツアイコン：「恋愛」）
- WINBACK（コーエー定番シリーズ）（コンテンツアイコン：「恋愛、セクシャル、暴力」）
- 宇宙刑事魂（コンテンツアイコン：「暴力」）
- 永遠のアセリア -この大地の果てで-（コンテンツアイコン：「恋愛、セクシャル」）
- エウレカセブン NEW VISION（コンテンツアイコン：「恋愛、セクシャル、暴力」）
- SNK VS. CAPCOM SVC CHAOS（コンテンツアイコン：「不明」）
- エスプガルーダ（コンテンツアイコン：「不明」）
- S.Y.K 〜新説西遊記〜（コンテンツアイコン：「犯罪、恋愛」）
- S.Y.K 〜蓮咲伝〜（コンテンツアイコン：「恋愛」）
- ADK魂（コンテンツアイコン：「暴力」）
- エーデルブルーメ（コンテンツアイコン：「恋愛、暴力」）
- L2 Love×Loop（コンテンツアイコン：「恋愛、セクシャル」）
- エルミナージュ 〜闇の巫女と神々の指輪〜（コンテンツアイコン：「暴力、犯罪」）
- エレメンタル ジェレイド -纏え、翠風の剣-（コンテンツアイコン：「恋愛、セクシャル」）
- エヴァンゲリオンシリーズ
  - 新世紀エヴァンゲリオン 鋼鉄のガールフレンド 特別編（コンテンツアイコン：「恋愛、セクシャル」）
  - 名探偵エヴァンゲリオン（コンテンツアイコン：「恋愛、セクシャル、暴力」）
  - ヱヴァンゲリヲン:序（コンテンツアイコン：「暴力」）
- 桜蘭高校ホスト部（コンテンツアイコン：「セクシャル」）
- OZ -オズ-（コンテンツアイコン：「暴力」）
- 乙女の事情（コンテンツアイコン：「恋愛、セクシャル」）
- 鬼武者 無頼伝（コンテンツアイコン：「不明」）
- 風色サーフ（コンテンツアイコン：「恋愛、セクシャル、暴力」）
- カラフルBOX to Love（コンテンツアイコン：「不明」）
- Kanon（ベスト版）（コンテンツアイコン：「恋愛」）
- カプコン クラシックス コレクション（コンテンツアイコン：「セクシャル、暴力、犯罪」）
- CAPCOM FIGHTING Jam（コンテンツアイコン：「セクシャル、暴力」）
- カヌチ 白き翼の章（コンテンツアイコン：「恋愛、セクシャル」）
- カヌチ 黒き翼の章（コンテンツアイコン：「恋愛」）
- 神業-KAMIWAZA-（コンテンツアイコン：「セクシャル、犯罪」）
- ガンバード1&2（コンテンツアイコン：「不明」）
- ガンパレード・オーケストラシリーズ
  - ガンパレード・オーケストラ 白の章 〜青森ペンギン伝説〜（コンテンツアイコン：「恋愛、暴力」）
  - ガンパレード・オーケストラ 緑の章 〜狼と彼の少年〜（コンテンツアイコン：「恋愛、セクシャル、暴力」）
  - ガンパレード・オーケストラ 青の章 〜光の海から手紙を送ります〜（コンテンツアイコン：「恋愛、暴力」）
- 北へ。〜Diamond Dust〜シリーズ
  - 北へ。〜Diamond Dust〜（コンテンツアイコン：「不明」）
  - 北へ。Diamond Dust+ Kiss is Beginning.
- キミキス（コンテンツアイコン：「恋愛」）
- キャッスルファンタジア 〜エレンシア戦記〜 プラスストーリーズ（コンテンツアイコン：「恋愛」）
- Canvas 〜セピア色のモチーフ〜（ベスト版）（コンテンツアイコン：「恋愛」）
- GALAXY ANGEL IIシリーズ
  - GALAXY ANGEL II 絶対領域の扉（コンテンツアイコン：「セクシャル」）
  - GALAXY ANGEL II 無限回廊の鍵（コンテンツアイコン：「恋愛、セクシャル」）
  - GALAXY ANGEL II 永劫回帰の刻（コンテンツアイコン：「恋愛、セクシャル、言葉・その他」）
- Que 〜エンシェントリーフの妖精〜（コンテンツアイコン：「恋愛、セクシャル」）
- GUILTY GEARシリーズ[28]
  - GUILTY GEAR X plus（コンテンツアイコン：「不明」）
  - GUILTY GEAR XX（コンテンツアイコン：「不明」）
  - GUILTY GEAR XX #RELOAD（コンテンツアイコン：「不明」）
  - GUILTY GEAR ISUKA（コンテンツアイコン：「セクシャル、暴力」）
  - GUILTY GEAR XX Λ CORE（コンテンツアイコン：「セクシャル、暴力」）
  - GUILTY GEAR XX Λ CORE PLUS（コンテンツアイコン：「セクシャル、暴力」）
- グランディアIII（コンテンツアイコン：「恋愛、暴力」）
- クローバーの国のアリス（コンテンツアイコン：「恋愛、セクシャル、暴力、犯罪」）
- グローランサーシリーズ[29]
  - グローランサーコレクション（コンテンツアイコン：「不明」）
  - グローランサーIV 〜Wayfarer of the time〜（コンテンツアイコン：「不明」）
  - グローランサーIV Return（コンテンツアイコン：「セクシャル」）
  - グローランサーVI 〜Precarious World〜（コンテンツアイコン：「セクシャル」）
- Clover Heart's 〜looking for happiness〜（コンテンツアイコン：「恋愛、暴力」）
- ゲーセンUSA ミッドウェイアーケードトレジャーズ（コンテンツアイコン：「セクシャル、暴力」）
- 決戦シリーズ
  - 決戦II（コーエー定番シリーズ）（コンテンツアイコン：「恋愛、セクシャル、暴力」）
  - 決戦III（コンテンツアイコン：「恋愛、セクシャル、暴力」）
- 喧嘩番長シリーズ
  - 喧嘩番長（コンテンツアイコン：「暴力、犯罪」）
  - 喧嘩番長2 フルスロットル（コンテンツアイコン：「恋愛、暴力、犯罪」）
- 幻想水滸伝V（コンテンツアイコン：「セクシャル」）
- 極上生徒会（コンテンツアイコン：「恋愛、セクシャル」）
- GOD HAND（コンテンツアイコン：「セクシャル、暴力、犯罪」）
- この青空に約束を― -melody of the sun and sea-（コンテンツアイコン：「恋愛、セクシャル」）
- 金色のコルダシリーズ[30]
  - 金色のコルダ2 アンコール（コンテンツアイコン：「恋愛」）
  - 金色のコルダ3（コンテンツアイコン：「恋愛、犯罪」）
- ザ・キング・オブ・ファイターズシリーズ（全てのタイトル）（コンテンツアイコン：「セクシャル、暴力（NEOWAVE、XIは暴力のみ）」）
  - THE KING OF FIGHTERS '94 RE-BOUT
  - THE KING OF FIGHTERS 2000（SNK BEST COLLECTION）
  - THE KING OF FIGHTERS 2001
  - THE KING OF FIGHTERS 2002
  - THE KING OF FIGHTERS 2003
  - THE KING OF FIGHTERS NEOWAVE
  - THE KING OF FIGHTERS XI
  - THE KING OF FIGHTERS 2002 UNLIMITED MATCH
    - THE KING OF FIGHTERS 2002 UNLIMITED MATCH 闘劇ver.

  - KOF MAXIMUM IMPACT
  - KOF MAXIMUM IMPACT MANIAX
  - KOF MAXIMUM IMPACT 2
  - KOF MAXIMUM IMPACT REGULATION "A"
- 月面兎兵器ミーナ -ふたつのPROJECT M-（コンテンツアイコン：「恋愛、セクシャル」）
- ザ・アーブズ シムズ・イン・ザ・シティ（GC・PS2版はCERO：B（12才以上対象）、GBA・DS版はCERO：A（全年齢対象））（コンテンツアイコン：「恋愛、犯罪」）
- サクラ大戦シリーズ
  - サクラ大戦V EPISODE 0〜荒野のサムライ娘〜（コンテンツアイコン：「セクシャル」）
  - サクラ大戦V 〜さらば愛しき人よ〜（コンテンツアイコン：「恋愛、セクシャル」）
- ザ・シムズ（コンテンツアイコン：「不明」（通常版）、「恋愛」（『EA BEST HITS ザ・シムズ&ザ・アーブズ シムズ・イン・ザ・シティ』同梱版））
- サムライスピリッツ 天下一剣客伝（コンテンツアイコン：「セクシャル、暴力」）
- サモンナイトグランテーゼ 滅びの剣と約束の騎士（コンテンツアイコン：「恋愛」）[7]
- ザ・ランブルフィッシュ（コンテンツアイコン：「セクシャル、暴力」）
- 史上最強の弟子ケンイチ 激闘!ラグナレク八拳豪（コンテンツアイコン：「セクシャル、暴力、犯罪」）
- シャイニング・ウィンド（コンテンツアイコン：「セクシャル」）
- 灼眼のシャナ（コンテンツアイコン：「セクシャル」）
- シャドウハーツ・フロム・ザ・ニューワールド（コンテンツアイコン：「セクシャル」）
- 首都高バトル0（2005年発売のPlayStation 2 the Best）（コンテンツアイコン：「犯罪」）
- 十二国記 -赫々たる王道 紅緑の羽化-（コンテンツアイコン：「不明」）
- 十二国記 -紅蓮の標 黄塵の路-（コンテンツアイコン：「不明」）
- 女子高生 GAME'S-HIGH!!（コンテンツアイコン：「恋愛、セクシャル」）
- ジョジョの奇妙な冒険 ファントムブラッド（コンテンツアイコン：「恋愛、暴力、犯罪」）
- ジルオール インフィニット（コンテンツアイコン：「セクシャル」）
- 神曲奏界ポリフォニカシリーズ[31]
  - 神曲奏界ポリフォニカ 0〜4話フルパック（コンテンツアイコン：「セクシャル、暴力」）
  - 神曲奏界ポリフォニカ 3&4話完結編（コンテンツアイコン：「セクシャル、暴力」）
  - 神曲奏界ポリフォニカ THE BLACK（コンテンツアイコン：「セクシャル」）
- 新・豪血寺一族 煩悩解放（コンテンツアイコン：「セクシャル、暴力」）
- 真・三國無双シリーズ[32]
  - 真・三國無双（コーエー定番シリーズ）（コンテンツアイコン：「暴力」）
  - 真・三國無双2（コーエー定番シリーズ）（コンテンツアイコン：「セクシャル、暴力」）
  - 真・三國無双2 猛将伝（コーエー定番シリーズ）（コンテンツアイコン：「セクシャル、暴力」）
  - 真・三國無双3 Empires（コンテンツアイコン：「暴力」）
  - 真・三國無双4（コンテンツアイコン：「セクシャル、暴力」）
  - 真・三國無双4 猛将伝（コンテンツアイコン：「セクシャル、暴力」）
  - 真・三國無双4 Empires（コンテンツアイコン：「暴力」）
  - 真・三國無双5 Special（コンテンツアイコン：「暴力」）
- 真・マスターオブモンスターズFinal EX 〜無垢なる嘆き、天冥の災禍〜（コンテンツアイコン：「セクシャル」）
- Sweet HoneyComing（コンテンツアイコン：「恋愛、セクシャル、言葉・その他」）
- スカーレット 〜日常の境界線〜（コンテンツアイコン：「恋愛、セクシャル」）
- Scared Rider Xechs（コンテンツアイコン：「恋愛、セクシャル」）
- スキップ・ビート（コンテンツアイコン：「恋愛」）
- すくすく犬福（コンテンツアイコン：「セクシャル」）
- スズノネセブン! 〜Rebirth knot〜（コンテンツアイコン：「恋愛、セクシャル」）
- 涼宮ハルヒの戸惑（コンテンツアイコン：「セクシャル」）
- スターオーシャン Till the End of Time ディレクターズカット（コンテンツアイコン：「暴力、犯罪」）
- ストライクウィッチーズ あなたとできること A Little Peaceful Days（コンテンツアイコン：「セクシャル」）
- ストリートファイターZERO ファイターズ ジェネレーション（コンテンツアイコン：「暴力」）
- スーパーロボット大戦シリーズ（コンテンツアイコン：「セクシャル（第2次αはセクシャル、暴力）」）[33]
  - 第2次スーパーロボット大戦α（PlayStation 2 the Best、プレミアムエディション）
  - 第3次スーパーロボット大戦α 終焉の銀河へ
  - スーパーロボット大戦OG ORIGINAL GENERATIONS
  - スーパーロボット大戦OG外伝
  - スーパーロボット大戦Z
  - スーパーロボット大戦Z スペシャルディスク
- スペクトラル VS ジェネレーション（コンテンツアイコン：「暴力」）
- セガエイジス2500シリーズ
  - Vol.16 バーチャファイター2（コンテンツアイコン：「暴力」）
  - Vol.18 ドラゴンフォース（コンテンツアイコン：「恋愛」）
  - Vol.24 ラストブロンクス（コンテンツアイコン：「セクシャル、暴力」）
  - Vol.27 パンツァードラグーン（コンテンツアイコン：「暴力」）
- セキレイ 〜未来からのおくりもの〜（コンテンツアイコン：「恋愛、セクシャル」）
- ゼノサーガ エピソードII［善悪の彼岸］（コンテンツアイコン：「不明」（通常版）、「暴力」（PlayStation 2 the Best））
- Separate Hearts（コンテンツアイコン：「恋愛」）
- ゼロの使い魔シリーズ
  - ゼロの使い魔 小悪魔と春風の協奏曲（コンテンツアイコン：「セクシャル」）
  - ゼロの使い魔 夢魔が紡ぐ夜風の幻想曲（コンテンツアイコン：「恋愛、セクシャル」）
  - ゼロの使い魔 迷子の終止符と幾千の交響曲（コンテンツアイコン：「恋愛、セクシャル」）
- 戦国BASARAシリーズ
  - 戦国BASARA（コンテンツアイコン：「恋愛、セクシャル、暴力」）
  - 戦国BASARA2（コンテンツアイコン：「恋愛、セクシャル、暴力」）
  - 戦国BASARA2 英雄外伝（コンテンツアイコン：「セクシャル、暴力、犯罪」）
  - 戦国BASARA X（コンテンツアイコン：「セクシャル、暴力」）
- 戦国無双シリーズ
  - 戦国無双（コンテンツアイコン：「恋愛、セクシャル、暴力」）
  - 戦国無双 猛将伝（コンテンツアイコン：「暴力」）
  - 戦国無双2（コンテンツアイコン：「恋愛、暴力」）
  - 戦国無双2 Empires（コンテンツアイコン：「暴力」）
  - 戦国無双2 猛将伝（コンテンツアイコン：「恋愛、暴力、言葉・その他」）
- 装甲騎兵ボトムズ（コンテンツアイコン：「セクシャル、暴力」）
- ソウルキャリバーシリーズ（コンテンツアイコン：「セクシャル、暴力」）
  - ソウルキャリバーII
  - ソウルキャリバーIII
- 大都技研公式パチスロシミュレーター 吉宗（コンテンツアイコン：「暴力」）
- 大都技研公式パチスロシミュレーター 新・吉宗（コンテンツアイコン：「セクシャル」）
- 太閤立志伝V（コンテンツアイコン：「不明」）
- 大戦略シリーズ（コンテンツアイコン：「暴力」）[30]
  - 大戦略 大東亜興亡史 〜トラ・トラ・トラ ワレ奇襲ニ成功セリ〜
  - 現代大戦略 〜一触即発・軍事バランス崩壊〜
- タイトーメモリーズシリーズ（コンテンツアイコン：「暴力」）[34]
  - タイトーメモリーズ 上巻
  - タイトーメモリーズII 上巻
  - タイトーメモリーズII 下巻
- D.C. 〜ダ・カーポ〜シリーズ
  - D.C.P.S. 〜ダ・カーポ〜 プラスシチュエーション（KADOKAWA THE Best）（コンテンツアイコン：「恋愛、セクシャル」）
  - D.C. Four Seasons 〜ダ・カーポ〜 フォーシーズンズ（コンテンツアイコン：「恋愛」）
  - D.C. the Origin〜ダ・カーポ〜 ジ オリジン（コンテンツアイコン：「恋愛、セクシャル」）
  - D.C.I.F. 〜ダ・カーポ〜 イノセントフィナーレ（コンテンツアイコン：「恋愛」）
- つよきすシリーズ
  - つよきす 〜Mighty Heart〜（コンテンツアイコン：「恋愛、セクシャル」）
  - つよきす2学期 −Swift Love−（コンテンツアイコン：「恋愛、セクシャル」）
- D→A:WHITE（コンテンツアイコン：「恋愛、セクシャル、犯罪」）
- DEAR My SUN!!〜ムスコ★育成★狂騒曲〜（コンテンツアイコン：「恋愛、セクシャル」）
- 鉄拳シリーズ（コンテンツアイコン：「セクシャル、暴力」）
  - 鉄拳タッグトーナメント（PlayStation 2 the Best）
  - 鉄拳4（PlayStation 2 the Best）
  - 鉄拳5
- デビルメイクライ2（コンテンツアイコン：「不明」）[35]
- 天外魔境III NAMIDA（コンテンツアイコン：「恋愛、セクシャル、暴力」）
- 天空断罪スケルターヘブン（コンテンツアイコン：「セクシャル」）
- 桃華月憚 -光風の陵王-（コンテンツアイコン：「恋愛、セクシャル、暴力、恐怖」）
- 東京バス案内2（コンテンツアイコン：「犯罪」）
- 12Riven -the Ψcliminal of integral-（コンテンツアイコン：「恋愛、暴力、犯罪」）
- ToHeart（コンテンツアイコン：「恋愛、セクシャル」）[36]
- トゥームレイダーシリーズ[37]
  - トゥームレイダー レジェンド（コンテンツアイコン：「セクシャル、暴力」）
  - トゥームレイダー アニバーサリー（コンテンツアイコン：「暴力」）
- トゥルーティアーズ（コンテンツアイコン：「恋愛、セクシャル」）
- トゥルーフォーチュン（コンテンツアイコン：「恋愛」）
- ときめきメモリアル Girl's Side 2nd Kiss（コンテンツアイコン：「恋愛」）
- 智代アフター 〜It's a Wonderful Life〜 CS Edition（コンテンツアイコン：「恋愛、セクシャル」）
- トランスフォーマー THE GAME（コンテンツアイコン：「犯罪」）
- トリガーハート エグゼリカ エンハンスド（コンテンツアイコン：「セクシャル」）[38]
- ドリフトナイツ ジュースド2（コンテンツアイコン：「セクシャル」）
- Natural2 -DUO- 〜桜色の季節〜（コンテンツアイコン：「恋愛」）
- NAMCO x CAPCOM（コンテンツアイコン：「セクシャル」）
- ナムコミュージアム アーケードHITS!（コンテンツアイコン：「暴力」）[24]
- ナムコレクション（コンテンツアイコン：「暴力」）[39]
- ニード・フォー・スピードシリーズ（コンテンツアイコン：「犯罪（アンダーグラウンドは不明）」）[5]
  - ニード・フォー・スピード アンダーグラウンド
    - ニード・フォー・スピード アンダーグラウンドJ

  - ニード・フォー・スピード アンダーグラウンド2
    - ニード・フォー・スピード アンダーグラウンド2 車道

  - ニード・フォー・スピード モスト・ウォンテッド
  - ニード・フォー・スピード カーボン
  - ニード・フォー・スピード アンダーカバー
- NEOGEOオンラインコレクション（全てのタイトル）
  - 餓狼 MARK OF THE WOLVES（コンテンツアイコン：「暴力」）
  - 幕末浪漫 月華の剣士1・2（コンテンツアイコン：「暴力」）
  - THE KING OF FIGHTERS -オロチ編-（コンテンツアイコン：「セクシャル、暴力」）
  - 龍虎の拳〜天・地・人〜（コンテンツアイコン：「セクシャル、暴力」）
  - 餓狼伝説バトルアーカイブズ1（コンテンツアイコン：「セクシャル、暴力」）
  - 餓狼伝説バトルアーカイブズ2（コンテンツアイコン：「セクシャル、暴力」）
  - THE KING OF FIGHTERS -ネスツ編-（コンテンツアイコン：「セクシャル、暴力」）
  - 風雲 SUPER COMBO（コンテンツアイコン：「暴力」）
  - ワールドヒーローズゴージャス（コンテンツアイコン：「暴力」）
  - THE KING OF FIGHTERS '98 ULTIMATE MATCH（コンテンツアイコン：「セクシャル、暴力」）
  - サンソフトコレクション（コンテンツアイコン：「セクシャル」）
  - サムライスピリッツ 六番勝負（コンテンツアイコン：「セクシャル、暴力」）
  - NEOGEOオンラインコレクション コンプリートBOX（上巻・下巻とも）（コンテンツアイコン：「セクシャル、暴力」）
- ネオジオバトルコロシアム（コンテンツアイコン：「セクシャル、暴力」）
- ネギま!?シリーズ（コンテンツアイコン：「セクシャル」）
  - ネギま!? 3時間目 恋と魔法と世界樹伝説!
  - ネギま!? どりーむたくてぃっく 夢見る乙女はプリンセス♥
- 熱帯低気圧少女（コンテンツアイコン：「恋愛、セクシャル」）
- バーンアウトシリーズ（コンテンツアイコン：「犯罪（BURNOUT2は不明）」）
  - BURNOUT2 POINT OF IMPACT
  - バーンアウト3 テイクダウン
  - バーンアウト リベンジ
  - バーンアウト ドミネーター
- 鋼の錬金術師3 神を継ぐ少女（コンテンツアイコン：「セクシャル、暴力」）
- 薄桜鬼 随想録（コンテンツアイコン：「恋愛、暴力」）
- パチスロひぐらしのなく頃に祭（コンテンツアイコン：「セクシャル、暴力、恐怖、犯罪」）
- 初恋 -first kiss-（コンテンツアイコン：「恋愛」）
- 遙かなる時空の中でシリーズ（コンテンツアイコン：「恋愛」）
  - 遙かなる時空の中で2
  - 遙かなる時空の中で3
  - 遙かなる時空の中で3 十六夜記
  - 遙かなる時空の中で3 運命の迷宮
  - 遙かなる時空の中で 舞一夜
  - 遙かなる時空の中で〜八葉抄〜
  - 遙かなる時空の中で4
  - 遙かなる時空の中で 夢浮橋 Special
- パルフェ Chocolat second Style（コンテンツアイコン：「恋愛、セクシャル」）
- バロック（コンテンツアイコン：「言葉・その他、犯罪、暴力」）
  - バロック INTERNATIONAL（コンテンツアイコン：「言葉・その他、犯罪、暴力」）
- 緋色の欠片シリーズ
  - 緋色の欠片（コンテンツアイコン：「恋愛、セクシャル」）
    - 緋色の欠片 愛蔵版（コンテンツアイコン：「恋愛、セクシャル」）

  - 緋色の欠片 〜あの空の下で〜（コンテンツアイコン：「恋愛」）
  - 翡翠の雫 緋色の欠片2（コンテンツアイコン：「恋愛、セクシャル」）
    - 真・翡翠の雫 緋色の欠片2（コンテンツアイコン：「恋愛、セクシャル」）

  - 蒼黒の楔 緋色の欠片3（コンテンツアイコン：「恋愛」）
  - ヒイロノカケラ 新玉依姫伝承（コンテンツアイコン：「犯罪、暴力、恋愛」）
- VitaminX（コンテンツアイコン：「恋愛、セクシャル」）
- VitaminZ（コンテンツアイコン：「恋愛、セクシャル」）
- ヒャッコ よろずや事件簿!（コンテンツアイコン：「セクシャル」）
- Pure×Cure Re:covery（コンテンツアイコン：「恋愛、セクシャル」）
- ぴゅあぴゅあ〜耳としっぽのものがたり〜（コンテンツアイコン：「恋愛、セクシャル」）
- ファンタシースターユニバース（コンテンツアイコン：「恋愛、暴力」）
- ファンタシースターユニバース イルミナスの野望（コンテンツアイコン：「暴力」）
- ふぁいなりすと（コンテンツアイコン：「恋愛、セクシャル」）
- Φなる・あぷろーち2 〜1st priority〜（コンテンツアイコン：「恋愛、セクシャル、犯罪」）
- ファイナルファンタジーシリーズ[40]
  - ファイナルファンタジーX（アルティメットヒッツ）（コンテンツアイコン：「セクシャル、暴力」）
  - ファイナルファンタジーX-2（アルティメットヒッツ）（コンテンツアイコン：「セクシャル」）
  - ファイナルファンタジーXI（拡張データディスクを含む）（コンテンツアイコン：「暴力」）
  - ダージュ オブ ケルベロス ファイナルファンタジーVII（コンテンツアイコン：「暴力」）
  - ファイナルファンタジーXII インターナショナル（コンテンツアイコン：「犯罪」）
- Fate/unlimited codes（コンテンツアイコン：「セクシャル、暴力」）
- ふしぎ遊戯 朱雀異聞（コンテンツアイコン：「恋愛」）
- 双恋（コンテンツアイコン：「セクシャル」）
  - 双恋 -フタコイ-[41]
  - フタコイ オルタナティブ 恋と少女とマシンガン
- FRAGMENTS BLUE（コンテンツアイコン：「セクシャル」）
- BLOOD+ One Night Kiss（コンテンツアイコン：「恋愛、暴力」）
- プリンス・オブ・ペルシャ 時間の砂（コンテンツアイコン：「セクシャル、暴力」）
- プリンセスメーカー（コンテンツアイコン：「セクシャル」）
- プリンセスラバー! 〜Eternal Love For My Lady〜（コンテンツアイコン：「セクシャル、暴力、恋愛」）
- フルハウスキス（コンテンツアイコン：「恋愛、セクシャル」（通常版）、「不明」（カプコレ））
- フルハウスキス2（コンテンツアイコン：「恋愛、セクシャル」）
- ブロークン・ソード 〜眠れる竜の伝説〜（コンテンツアイコン：「不明」）
- FRONT MISSION5 Scars of the War（コンテンツアイコン：「恋愛、暴力」）
- ペルソナシリーズ
  - ペルソナ3（コンテンツアイコン：「セクシャル」）
  - ペルソナ3フェス（コンテンツアイコン：「セクシャル、暴力、言葉・その他」）
  - ペルソナ4（コンテンツアイコン：「セクシャル、暴力」）
- 放課後のラブビート（コンテンツアイコン：「恋愛」）
- 北斗の拳 〜審判の双蒼星 拳豪列伝〜（コンテンツアイコン：「セクシャル、暴力」）
- 保健室へようこそ（コンテンツアイコン：「恋愛、セクシャル」）
- ホームメイド 〜終の館〜（コンテンツアイコン：「恋愛」）
- xxxHOLiC 〜四月一日の十六夜草話〜（コンテンツアイコン：「セクシャル、暴力、恐怖」）
- White Princess the second 〜やっぱり一途にいってもそうじゃなくてもOKなご都合主義学園恋愛アドベンチャー!!〜（コンテンツアイコン：「恋愛、セクシャル」）
- ポンコツ浪漫大活劇バンピートロット（コンテンツアイコン：「犯罪」）
- Myself ; Yourself（コンテンツアイコン：「恋愛、暴力、犯罪」）
- Myself ; Yourself 〜それぞれのFinale〜（コンテンツアイコン：「恋愛」）
- みずいろ（ベスト版）（コンテンツアイコン：「恋愛」）
- 水の旋律（コンテンツアイコン：「恋愛」）
- 水の旋律2 〜緋の記憶〜（コンテンツアイコン：「恋愛、セクシャル、暴力」）
- 武蔵伝II ブレイドマスター（コンテンツアイコン：「セクシャル、暴力」）
- 無双OROCHIシリーズ
  - 無双OROCHI（コンテンツアイコン：「暴力」）
  - 無双OROCHI 魔王再臨（コンテンツアイコン：「セクシャル、暴力」）
- 六ツ星きらり 〜ほしふるみやこ〜（コンテンツアイコン：「恋愛」）
- メタルスラッグシリーズ（コンテンツアイコン：「暴力」）[42]
  - メタルスラッグ3（SNK BEST COLLECTION）
  - メタルスラッグ5
  - メタルスラッグ6
  - メタルスラッグ
  - メタルスラッグ コンプリート
- MEDICAL91（コンテンツアイコン：「恋愛」）
- Memories Offシリーズ[43]
  - Memories Off After Rain（3巻とも）（コンテンツアイコン：「恋愛」（Vol.1）、「恋愛、セクシャル」（Vol.2・Vol.3））
  - Memories Off 〜それから again〜（コンテンツアイコン：「恋愛、セクシャル」）
  - Memories Off #5 encore（コンテンツアイコン：「恋愛、セクシャル」）
  - Memories Off 6 〜T-wave〜（コンテンツアイコン：「恋愛、セクシャル」）
  - Memories Off 6 Next Relation（コンテンツアイコン：「恋愛、セクシャル」）
  - ユア・メモリーズオフ〜Girl's Style〜（コンテンツアイコン：「恋愛」）
- MELTY BLOODシリーズ
  - MELTY BLOOD Act Cadenza（コンテンツアイコン：「暴力」）
  - MELTY BLOOD Actress Again（コンテンツアイコン：「セクシャル、暴力」）
- Monochrome（コンテンツアイコン：「恋愛」）
- モノクローム・ファクター cross road（コンテンツアイコン：「恋愛、暴力、犯罪」）
- 幽☆遊☆白書FOREVER（コンテンツアイコン：「暴力」）
- 雪語り リニューアル版（コンテンツアイコン：「恋愛」）
- 夢見白書 〜Second Dream〜（コンテンツアイコン：「恋愛、セクシャル」）
- ゆめりあ（コンテンツアイコン：「不明」）
- よつのは 〜A Journey Of Sincerity〜（コンテンツアイコン：「恋愛、セクシャル」）
- 楽勝!パチスロ宣言4 真モグモグ風林火山・リオデカーニバル（コンテンツアイコン：「セクシャル」）
- Rhapsodia（コンテンツアイコン：「犯罪」）
- ラムネ 〜ガラスびんに映る海〜（コンテンツアイコン：「恋愛、セクシャル」）
- ラングリッサーIII（コンテンツアイコン：「セクシャル」）
- リアルロデ（コンテンツアイコン：「恋愛」）
- リトルアンカー（コンテンツアイコン：「恋愛、セクシャル、暴力」）
- リトルバスターズ! Converted Edition（コンテンツアイコン：「恋愛、セクシャル、暴力、犯罪」）
- Rim Runners（コンテンツアイコン：「セクシャル」）
- 龍刻 RYU-KOKU（コンテンツアイコン：「恋愛、セクシャル、暴力」）
- Lucian Bee'sシリーズ
  - Lucian Bee's RESURRECTION SUPERNOVA（コンテンツアイコン：「恋愛、セクシャル」）
  - Lucian Bee's EVIL VIOLET（コンテンツアイコン：「恋愛、セクシャル」）
  - Lucian Bee's JUSTICE YELLOW（コンテンツアイコン：「恋愛」）
- ルパン三世シリーズ
  - ルパン三世 魔術王の遺産（コンテンツアイコン：「犯罪」）
  - ルパン三世 コロンブスの遺産は朱に染まる（コンテンツアイコン：「犯罪」）
  - ルパン三世 ルパンには死を、銭形には恋を（コンテンツアイコン：「恋愛、セクシャル、暴力、犯罪」）
- るろうに剣心 -明治剣客浪漫譚- 炎上!京都輪廻（コンテンツアイコン：「恋愛、暴力」）
- レッスルキングダム（コンテンツアイコン：「暴力」）
- レッスルキングダム2 プロレスリング世界大戦（コンテンツアイコン：「暴力」）
- ロスト・アヤ・ソフィア（コンテンツアイコン：「不明」）
- ワイルドアームズ ザ フィフスヴァンガード（コンテンツアイコン：「犯罪」）
- ワンダと巨像（コンテンツアイコン：「暴力」）
- ワンド オブ フォーチュン（コンテンツアイコン：「恋愛」）
- ワンド オブ フォーチュン -未来へのプロローグ-（コンテンツアイコン：「恋愛」）
- SIMPLE2000シリーズ
  - Vol.50 THE 大美人（コンテンツアイコン：「不明」）
  - Vol.53 THE カメラ小僧（コンテンツアイコン：「不明」）
  - Vol.55 THE キャットファイト 女猫伝説（コンテンツアイコン：「セクシャル、暴力」）
  - Vol.60 THE 特撮変身ヒーロー（コンテンツアイコン：「セクシャル」）
  - Vol.68 THE 逃走ハイウェイ 〜名古屋-東京〜（コンテンツアイコン：「犯罪」）
  - Vol.71 THE ファンタジー恋愛アドベンチャー 〜彼女の伝説、僕の石版〜（コンテンツアイコン：「恋愛、セクシャル」）
  - Vol.74 女の子専用 THE 王子様とロマンス 〜リプルのたまご〜（コンテンツアイコン：「恋愛」）
  - Vol.81 THE 地球防衛軍2（コンテンツアイコン：「暴力」）
  - Vol.84 THE 僕におまカフェ 〜きまぐれストロベリーカフェ〜（コンテンツアイコン：「恋愛」）
  - Vol.87 THE 戦娘（ナデシコ）（コンテンツアイコン：「暴力」）
  - Vol.91 THE ALL★STAR格闘祭（コンテンツアイコン：「セクシャル、暴力」）
  - Vol.92 THE 呪いのゲーム（コンテンツアイコン：「暴力、恐怖」）
  - Vol.96 THE 海賊 〜ガイコツいっぱいれーつ!〜（コンテンツアイコン：「暴力」）
  - Vol.97 THE 恋のエンジン（コンテンツアイコン：「恋愛」）
  - Vol.102 THE 歩兵 〜戦場の犬たち〜（コンテンツアイコン：「暴力」）
  - Vol.104 THE ロボットつくろうぜっ! 激闘!ロボットファイト（コンテンツアイコン：「恋愛」）
  - Vol.105 THE メイド服と機関銃（コンテンツアイコン：「セクシャル、暴力」）
  - Vol.107 THE 炎の格闘番長（コンテンツアイコン：「セクシャル、暴力」）
  - Vol.113 THE 大量地獄（コンテンツアイコン：「恐怖」）
  - Vol.114 THE 女岡っピチ捕物長 〜お春ちゃんGOGOGO!〜（コンテンツアイコン：「セクシャル、暴力」）
  - Vol.119 THE サバイバルゲーム2（コンテンツアイコン：「暴力」）
  - Vol.122 THE 人魚姫物語 〜マーメイドプリズム〜（コンテンツアイコン：「恋愛、セクシャル」）
- SIMPLE2000シリーズ Ultimate
  - Vol.21 喧嘩上等!ヤンキー番長 〜昭和99年の伝説〜（コンテンツアイコン：「暴力、犯罪」）
  - Vol.23 プロジェクト・ミネルヴァ プロフェッショナル（コンテンツアイコン：「セクシャル、暴力」）
  - Vol.26 ラブ★スマッシュ!5.1 〜テニスロボの反乱〜（コンテンツアイコン：「セクシャル」）
  - Vol.27 放課後のラブ★ビート♪（コンテンツアイコン：「恋愛」）
  - Vol.28 闘走!喧嘩グリンプリ 〜Drive to Survive〜（コンテンツアイコン：「犯罪」）
  - Vol.30 降臨!族車ゴッド 〜仏恥義理 愛羅武勇〜（コンテンツアイコン：「犯罪」）
- SuperLite 2000シリーズ
  - 想い出にかわる君 〜Memories Off〜（コンテンツアイコン：「恋愛」）
  - Memories Off After Rain（3巻とも）（コンテンツアイコン：「恋愛」（Vol.1）、「恋愛、セクシャル」（Vol.2・Vol.3））
  - Memories Off Duet（コンテンツアイコン：「恋愛、セクシャル」）
  - The 逃走ハイウェイ 名古屋〜東京（コンテンツアイコン：「犯罪」）

### PlayStation
- 悪魔城ドラキュラX 月下の夜想曲（PS one books、ゲームアーカイブス）（コンテンツアイコン：「暴力」）
- アーケードヒッツ 水滸演武（ゲームアーカイブス）（コンテンツアイコン：「暴力」）
- あすか120%スペシャル BURNING Fest.（ゲームアーカイブス）（コンテンツアイコン：「セクシャル、暴力」）
- アドヴァンスト ヴァリアブル・ジオ（ゲームアーカイブス）（コンテンツアイコン：「セクシャル、暴力、犯罪」）
- アルバレアの乙女 〜麗しの聖騎士たち〜（ゲームアーカイブス）（コンテンツアイコン：「恋愛」）
- あのこどこのこ（ゲームアーカイブス）（コンテンツアイコン：「恋愛」）
- ヴァルキリープロファイル（PS one books、アルティメットヒッツ）（コンテンツアイコン：「恋愛、犯罪」）
- ウィザーズハーモニー2（ゲームアーカイブス）（コンテンツアイコン：「犯罪」）[44]
- ウェルトオブ・イストリア（ゲームアーカイブス）（コンテンツアイコン：「暴力、犯罪」）
- エアガイツ（ゲームアーカイブス）（コンテンツアイコン：「暴力」）
- EXECTOR（ゲームアーカイブス）（コンテンツアイコン：「暴力、恐怖」）
- エコーナイトシリーズ（全てゲームアーカイブス）（コンテンツアイコン：「暴力」）
  - エコーナイト
  - エコーナイト#2 眠りの支配者
- エバーグリーンアベニュー（ゲームアーカイブス）（コンテンツアイコン：「セクシャル」）
- élan plus（ゲームアーカイブス）（コンテンツアイコン：「恋愛」）
- 大江戸風水因果律 花火2（ゲームアーカイブス）（コンテンツアイコン：「暴力」）
- OverBlood（ゲームアーカイブス）（コンテンツアイコン：「暴力、犯罪」）
- 俺の屍を越えてゆけ（PS one books、ゲームアーカイブス）（コンテンツアイコン：「暴力」）
- 格ゲー野郎 Fighting Game Creator（ゲームアーカイブス）（コンテンツアイコン：「暴力」）
- 風の丘公園にて（ゲームアーカイブス）（コンテンツアイコン：「恋愛、セクシャル」）
- 学校であった怖い話S（ゲームアーカイブス）（コンテンツアイコン：「暴力、恐怖、犯罪」）
- カルドセプト エキスパンション・プラス（ゲームアーカイブス）（コンテンツアイコン：「セクシャル」）
- 餓狼伝説シリーズ（全てゲームアーカイブス）
  - リアルバウト餓狼伝説（コンテンツアイコン：「暴力」）
  - リアルバウト餓狼伝説スペシャル DOMINATED MIND（コンテンツアイコン：「セクシャル、暴力」）
  - 餓狼伝説 WILD AMBITION（コンテンツアイコン：「暴力」）
- ガンパレード・マーチ（ゲームアーカイブス）（コンテンツアイコン：「暴力、犯罪」）
- ギャラクシーファイト ユニバーサル・ウォーリアーズ（ゲームアーカイブス）（コンテンツアイコン：「セクシャル」）
- 球転界（ゲームアーカイブス）（コンテンツアイコン：「セクシャル」）
- キラーバス（ゲームアーカイブス）（コンテンツアイコン：「暴力、恐怖」）
- GUILTY GEAR 復刻版（ゲームアーカイブス）（コンテンツアイコン：「セクシャル、暴力」）
- クイズなないろDREAMS 虹色町の奇跡（ゲームアーカイブス）（コンテンツアイコン：「恋愛、セクシャル」）
- クロノ・クロス（アルティメットヒッツ、ゲームアーカイブス）（コンテンツアイコン：「暴力」）
- 幻想のアルテミス（ゲームアーカイブス）（コンテンツアイコン：「恋愛、セクシャル、暴力、言葉・その他」）
- 御意見無用II（ゲームアーカイブス）（コンテンツアイコン：「セクシャル、暴力、麻薬」）
- 豪血寺一族2 ちょっとだけ最強伝説（ゲームアーカイブス）（コンテンツアイコン：「セクシャル、暴力」）
- 高2→将軍（ゲームアーカイブス）（コンテンツアイコン：「恋愛、暴力、犯罪、言葉・その他」）
- 刻命館（ゲームアーカイブス）（コンテンツアイコン：「暴力」）
- サイキックフォース2（ゲームアーカイブス）（コンテンツアイコン：「暴力」）
- サイドポケット3（ゲームアーカイブス）（コンテンツアイコン：「セクシャル」）
- サイバーボッツ（ゲームアーカイブス）（コンテンツアイコン：「セクシャル、暴力、犯罪」）
- サイレントボマー（ゲームアーカイブス）（コンテンツアイコン：「暴力」）
- ザ・キング・オブ・ファイターズシリーズ（全てゲームアーカイブス）（コンテンツアイコン：「セクシャル、暴力」）
  - THE KING OF FIGHTERS '95
  - THE KING OF FIGHTERS '96
  - THE KING OF FIGHTERS '97
  - THE KING OF FIGHTERS '98
  - THE KING OF FIGHTERS '99
  - ザ・キング・オブ・ファイターズ 京
- サムライスピリッツシリーズ（全てゲームアーカイブス）（コンテンツアイコン：「暴力」）
  - サムライスピリッツ 剣客指南パック
  - サムライスピリッツ 斬紅郎無双剣
  - サムライスピリッツ 天草降臨SPECIAL
- ジグソーアイランド（ゲームアーカイブス）（コンテンツアイコン：「セクシャル」）
- 忍ノ六（ゲームアーカイブス）（コンテンツアイコン：「暴力」）
- 女子高生の放課後...ぷくんパ（ゲームアーカイブス）（コンテンツアイコン：「セクシャル」）
- SIMPLE1500シリーズ（全てゲームアーカイブス）
  - Vol.31 THE サウンドノベル（コンテンツアイコン：「恋愛、暴力」）
  - Vol.36 THE 恋愛シミュレーション 〜夏色セレブレーション〜（コンテンツアイコン：「恋愛、セクシャル」）
  - Vol.57 THE 迷路（コンテンツアイコン：「セクシャル、暴力」）
  - Vol.59 THE 推理 〜IT探偵:18の事件簿〜（コンテンツアイコン：「暴力、言葉・その他」）
  - Vol.63 THE ガンシューティング2（コンテンツアイコン：「暴力」）
  - Vol.70 THE ウォーシミュレーション 〜人の創りし者達〜（コンテンツアイコン：「セクシャル」）
  - Vol.74 THE ホラーミステリー 〜惨劇館ケビン伯爵の復活〜（コンテンツアイコン：「暴力、恐怖、犯罪」）
  - Vol.88 THE ギャル麻雀 LoveSongs アイドルはハイレート（コンテンツアイコン：「セクシャル」）
- 進め!海賊（ゲームアーカイブス）（コンテンツアイコン：「犯罪」）
- スターグラディエイター EPISODE:I FINAL CRUSADE（ゲームアーカイブス）（コンテンツアイコン：「セクシャル、暴力」）
- 鋼鉄霊域(スティールダム)（ゲームアーカイブス）（コンテンツアイコン：「セクシャル、暴力」）
- SuperLite1500シリーズ あのこどこのこ エンドレスシーズン（ゲームアーカイブス）（コンテンツアイコン：「恋愛」）
- スーパーロボット大戦シリーズ
  - スーパーロボット大戦EX（ゲームアーカイブス）（コンテンツアイコン：「セクシャル」）
  - 第4次スーパーロボット大戦S（ゲームアーカイブス）（コンテンツアイコン：「セクシャル、犯罪」）
  - スーパーロボット大戦F完結編（ゲームアーカイブス）（コンテンツアイコン：「セクシャル」）
- SPACE GRIFFON VF-9（ゲームアーカイブス）（コンテンツアイコン：「恋愛、セクシャル、暴力」）
- スラップハッピーリズムバスターズ（ゲームアーカイブス）（コンテンツアイコン：「暴力」）
- 聖霊機ライブレード（ゲームアーカイブス）（コンテンツアイコン：「暴力、恋愛」）
- 戦国夢幻（ゲームアーカイブス）（コンテンツアイコン：「暴力」）
- センチメンタルグラフティ（ゲームアーカイブス）（コンテンツアイコン：「恋愛」）
- 双界儀（ゲームアーカイブス）（コンテンツアイコン：「セクシャル、暴力」）
- 奏（騒）楽都市OSAKA（ゲームアーカイブス）（コンテンツアイコン：「セクシャル」）
- ソビエトストライク（ゲームアーカイブス）（コンテンツアイコン：「暴力、犯罪」）
- 大運動会オルタナティブ（ゲームアーカイブス）（コンテンツアイコン：「恋愛、セクシャル、犯罪」）
- 大運動会GTO（ゲームアーカイブス）（コンテンツアイコン：「セクシャル」）
- DANGAN 〜弾丸〜（ゲームアーカイブス）（コンテンツアイコン：「セクシャル、暴力、犯罪、麻薬、言葉・その他」）
- 探偵 神宮寺三郎シリーズ（全てゲームアーカイブス）
  - 探偵 神宮寺三郎 Early Collection（コンテンツアイコン：「暴力」）
  - 探偵 神宮寺三郎 灯火が消えぬ間に（コンテンツアイコン：「恋愛、セクシャル、暴力、麻薬」）
- ちっぽけラルフの大冒険（ゲームアーカイブス）（コンテンツアイコン：「セクシャル、暴力」）
- 超兄貴 〜究極無敵銀河最強男〜（ゲームアーカイブス）（コンテンツアイコン：「セクシャル」）
- ツイステッド・メタル EX（ゲームアーカイブス）（コンテンツアイコン：「暴力」）
- ツインズストーリー きみにつたえたくて…（ゲームアーカイブス）（コンテンツアイコン：「恋愛、セクシャル、暴力」）
- Tから始まる物語（コンテンツアイコン：「暴力」）
- ディオラムス（ゲームアーカイブス）（コンテンツアイコン：「犯罪」）
- デザエモンkids!（ゲームアーカイブス）（コンテンツアイコン：「セクシャル、暴力」）
- 鉄拳シリーズ（全てゲームアーカイブス）（コンテンツアイコン：「暴力」）
  - 鉄拳
  - 鉄拳2
- 闘姫伝承 〜ANGEL EYES〜（ゲームアーカイブス）（コンテンツアイコン：「セクシャル、暴力」）
- 峠MAXシリーズ（全てゲームアーカイブス）
  - 峠MAX 最速ドリフトマスター（コンテンツアイコン：「恋愛、暴力、犯罪」）
  - 峠MAX2（コンテンツアイコン：「犯罪」）
- ドカポン!怒りの鉄剣（ゲームアーカイブス）（コンテンツアイコン：「セクシャル」）
- ときめきメモリアル2（ゲームアーカイブス）（コンテンツアイコン：「セクシャル、犯罪」）
- ときめきメモリアル2 EVSアペンドディスク（ゲームアーカイブス）（コンテンツアイコン：「セクシャル、犯罪」）
- ドラゴンヴァラー（ゲームアーカイブス）（コンテンツアイコン：「暴力、犯罪」）
- ドリーム・ジェネレーション 〜恋か? 仕事か!?〜（ゲームアーカイブス）（コンテンツアイコン：「恋愛、セクシャル、犯罪」）
- ナムコミュージアムアンコール（コンテンツアイコン：「暴力」）[24]
- 猫侍（ゲームアーカイブス）（コンテンツアイコン：「暴力、犯罪」）
- NOëLシリーズ（全てゲームアーカイブス）[45]
  - NOëL 〜La neige〜（コンテンツアイコン：「セクシャル」）
  - NOëL 〜La neige〜 Special（コンテンツアイコン：「セクシャル」）
  - NOëL3 MISSION ON THE LINE（コンテンツアイコン：「セクシャル、犯罪」）
- 幕末浪漫 月華の剣士（ゲームアーカイブス）（コンテンツアイコン：「暴力」）
- ハードエッジ（ゲームアーカイブス）（コンテンツアイコン：「セクシャル、暴力」）
- 花札グラフィティー 恋々物語（ゲームアーカイブス）（コンテンツアイコン：「セクシャル」）
- パラサイト・イヴ（ゲームアーカイブス）（コンテンツアイコン：「セクシャル、暴力」）
- 遙かなる時空の中でシリーズ（コンテンツアイコン：「恋愛」）
  - 遙かなる時空の中で（KOEI The Best）
  - 遙かなる時空の中で 盤上遊戯（コーエー定番シリーズ）
- パンツァーバンディット（ゲームアーカイブス）（コンテンツアイコン：「セクシャル、暴力、犯罪」）
- パンドラMAXシリーズ（全てゲームアーカイブス）
  - Vol.1 ドラゴンナイツ グロリアス（コンテンツアイコン：「暴力」）
  - Vol.2 死者の呼ぶ館（コンテンツアイコン：「暴力、恐怖、犯罪、言葉・その他」）
  - Vol.3 ラビッシュ ブレイズン（コンテンツアイコン：「暴力、犯罪」）
  - Vol.4 Catch! 〜気持ちセンセーション〜（コンテンツアイコン：「恋愛、暴力」）
  - Vol.5 ごちゃちる（コンテンツアイコン：「恋愛、セクシャル、暴力」）
  - Vol.6 ONI零 〜復活〜（コンテンツアイコン：「セクシャル、暴力、犯罪」）
- 漂流記（ゲームアーカイブス）（コンテンツアイコン：「恋愛、セクシャル」）
- FIGHTERS' IMPACT（ゲームアーカイブス）（コンテンツアイコン：「セクシャル、暴力」）
- ファイナルファンタジーシリーズ
  - ファイナルファンタジーVI（ゲームアーカイブス）（コンテンツアイコン：「犯罪、言葉・その他」）
  - ファイナルファンタジーVII インターナショナル（『ファイナルファンタジーVII アドベントチルドレン ADVENT PIECES:LIMITED』、アルティメットヒッツ、ゲームアーカイブス）（コンテンツアイコン：「セクシャル」）
  - ファイナルファンタジーVIII（アルティメットヒッツ、ゲームアーカイブス）（コンテンツアイコン：「恋愛、暴力、犯罪」）
  - ファイナルファンタジータクティクス（アルティメットヒッツ、ゲームアーカイブス）（コンテンツアイコン：「犯罪」）
- ファーランドサーガ 時の道標（ゲームアーカイブス）（コンテンツアイコン：「恋愛、セクシャル、犯罪」）
- フェイバリットディア 円環の物語（ゲームアーカイブス）（コンテンツアイコン：「暴力、犯罪」）
- フェイバリットディア 純白の預言者（ゲームアーカイブス）（コンテンツアイコン：「セクシャル」）
- プチカラット（ゲームアーカイブス）（コンテンツアイコン：「セクシャル」）
- ブラスターマスター（コンテンツアイコン：「暴力」）
- ブラックマトリクスシリーズ（全てゲームアーカイブス）（コンテンツアイコン：「???」）
  - ブラックマトリクスクロス
  - ブラックマトリクスダブルオー
- b.l.u.e. Legend of water（ゲームアーカイブス）（コンテンツアイコン：「セクシャル」）
- ブレス オブ ファイアIV うつろわざるもの（ゲームアーカイブス）（コンテンツアイコン：「暴力」）
- ブロックくずし（ゲームアーカイブス）（コンテンツアイコン：「セクシャル」）
- プロレス戦国伝 HYPER TAG MATCH（ゲームアーカイブス）（コンテンツアイコン：「暴力」）
- プロレス戦国伝2 格闘絵巻（ゲームアーカイブス）（コンテンツアイコン：「暴力」）
- フロントミッションシリーズ（コンテンツアイコン：「暴力」）[46]
  - FRONT MISSION 1st（ゲームアーカイブス）
  - FRONT MISSION 3（アルティメットヒッツ、ゲームアーカイブス）
  - FRONT MISSION ALTERNATIVE（アルティメットヒッツ）
- ベイグラントストーリー（アルティメットヒッツ、ゲームアーカイブス）（コンテンツアイコン：「暴力」）
- BELTLOGGER 9（ゲームアーカイブス）（コンテンツアイコン：「暴力、言葉・その他」）
- ポケットじまん（コンテンツアイコン：「犯罪」）
- ポケットファイター（ゲームアーカイブス）（コンテンツアイコン：「恋愛、暴力」）
- 星のまほろば（ゲームアーカイブス）（コンテンツアイコン：「恋愛、暴力、犯罪、言葉・その他」）
- ポピュラス ザ・ビギニング（ゲームアーカイブス）（コンテンツアイコン：「暴力」）
- まじかるで〜と ドキドキ告白大作戦（ゲームアーカイブス）（コンテンツアイコン：「セクシャル、犯罪」）
- マジカルドロップシリーズ（全てゲームアーカイブス）（コンテンツアイコン：「セクシャル」）
  - マジカルドロップIII よくばり特大号!
  - マジカルドロップF 大冒険もラクじゃない!
- マリオネットカンパニー（ゲームアーカイブス）（コンテンツアイコン：「恋愛、セクシャル」）
- マリオネットカンパニー2（ゲームアーカイブス）（コンテンツアイコン：「恋愛」）
- メタモル・パニック DOKI DOKI 妖魔バスターズ!!（ゲームアーカイブス）（コンテンツアイコン：「セクシャル、暴力」）
- メタルスラッグシリーズ（全てゲームアーカイブス）（コンテンツアイコン：「暴力」）
  - メタルスラッグ
  - メタルスラッグX
- モンスターファームシリーズ（コンテンツアイコン：「セクシャル」）
  - モンスターファーム
  - モンスターファーム2
- 厄 友情談疑（ゲームアーカイブス）（コンテンツアイコン：「恐怖、犯罪」）
- 厄痛 〜呪いのゲーム〜（ゲームアーカイブス）（コンテンツアイコン：「恐怖」）
- U.P.P.（ゲームアーカイブス）（コンテンツアイコン：「セクシャル」）
- ラングリッサーシリーズ（全てゲームアーカイブス）
  - ラングリッサーI&II（コンテンツアイコン：「セクシャル、暴力」）
  - ラングリッサーIV&V FINAL EDITION（コンテンツアイコン：「恋愛、セクシャル、暴力、麻薬、言葉・その他」）
- 竜機伝承 〜DRAGOON〜（ゲームアーカイブス）（コンテンツアイコン：「セクシャル」）
- ルシファー・リング（ゲームアーカイブス）（コンテンツアイコン：「暴力」）
- ルナ・ウイング 〜時を越えた聖戦〜（ゲームアーカイブス）（コンテンツアイコン：「セクシャル」）
- レジェンド オブ ドラグーン（ゲームアーカイブス）（コンテンツアイコン：「セクシャル、暴力」）
- レスキュー24アワーズ（ゲームアーカイブス）（コンテンツアイコン：「犯罪」）
- ロードモナーク 〜新・ガイア王国記〜（ゲームアーカイブス）（コンテンツアイコン：「暴力」）
- 惑星攻機隊りとるキャッツ（ゲームアーカイブス）（コンテンツアイコン：「セクシャル、犯罪」）

## マイクロソフト ハード

### Xbox One
- ドラゴンボール ゼノバース（コンテンツアイコン：「セクシャル」）
- 無双OROCHI2 Ultimate（コンテンツアイコン：「セクシャル、暴力」）

### Xbox 360
- THE IDOLM@STER LIVE FOR YOU!（コンテンツアイコン：「セクシャル」）[47]
- THE IDOLM@STER 2（コンテンツアイコン：「恋愛、セクシャル」）
- ALAN WAKE（コンテンツアイコン：「恐怖、セクシャル、恋愛、暴力」）
- アルカニア ゴシック 4（コンテンツアイコン：「暴力」）
- EA SPORTS 総合格闘技（コンテンツアイコン：「暴力」）
- インフィニット アンディスカバリー（コンテンツアイコン：「恋愛、セクシャル、暴力」）
- エルシャダイ（コンテンツアイコン：「セクシャル、暴力」）
- 円卓の生徒（コンテンツアイコン：「セクシャル」）
- エンド オブ エタニティ（コンテンツアイコン：「セクシャル、暴力、言葉・その他」）
- 黄金夢想曲X（コンテンツアイコン：「セクシャル、暴力」）
- カメオ:エレメンツ オブ パワー（コンテンツアイコン：「暴力」）
- クロムハウンズ（コンテンツアイコン：「暴力」）
- ケイブシューティングシリーズ
  - 赤い刀 真（コンテンツアイコン：「暴力、言葉・その他」）
  - エスプガルーダII ブラックレーベル（コンテンツアイコン：「暴力」）
  - デススマイルズ（コンテンツアイコン：「セクシャル」）
  - デススマイルズIIX 魔界のメリークリスマス（コンテンツアイコン：「セクシャル」）
  - 怒首領蜂大往生 ブラックレーベルEXTRA（コンテンツアイコン：「セクシャル、暴力」）
  - 怒首領蜂最大往生（コンテンツアイコン：「セクシャル」）
  - むちむちポーク!&ピンクスゥイーツ（コンテンツアイコン：「セクシャル」）
- コンバットウイングス:The Great Battles of World War II （コンテンツアイコン：「言葉・その他」）
- ザ・キング・オブ・ファイターズシリーズ
  - THE KING OF FIGHTERS XII（コンテンツアイコン：「暴力」）
  - THE KING OF FIGHTERS XIII（コンテンツアイコン：「セクシャル、暴力」）
- サムライスピリッツ閃（コンテンツアイコン：「セクシャル、暴力」）
- シヴィライゼーション レボリューション（コンテンツアイコン：「暴力」）
- STEINS;GATE 比翼恋理のだーりん（コンテンツアイコン：「恋愛、セクシャル」）
- 首都高バトルX（コンテンツアイコン：「犯罪」）
- 真・三國無双シリーズ
  - 真・三國無双4 Special（コンテンツアイコン：「セクシャル、暴力」）
  - 真・三國無双4 Empires（コンテンツアイコン：「暴力」）
  - 真・三國無双5（コンテンツアイコン：「暴力」）
  - 真・三國無双5 Empires（コンテンツアイコン：「セクシャル、暴力」）
  - 真・三國無双 MULTI RAID Special（コンテンツアイコン：「暴力」）
- スケートシリーズ
  - スケート（コンテンツアイコン：「暴力」）
  - スケート2（コンテンツアイコン：「暴力」）
  - スケート3（コンテンツアイコン：「暴力、犯罪」）
- スターオーシャン4 -THE LAST HOPE-（コンテンツアイコン：「恋愛、セクシャル、暴力、犯罪、言葉・その他」）
- ストリートファイターIVシリーズ（コンテンツアイコン：「セクシャル、暴力」）
  - ストリートファイターIV
  - スーパーストリートファイターIV
  - スーパーストリートファイターIV ARCADE EDITION
- 旋光の輪舞 Dis-United Order（コンテンツアイコン：「セクシャル」）
- 戦国無双シリーズ
  - 戦国無双2（コンテンツアイコン：「恋愛、暴力」）
  - 戦国無双2 with 猛将伝（コンテンツアイコン：「恋愛、暴力、言葉・その他」）
- TERMINATOR SALVATION（コンテンツアイコン：「暴力」）
- ダンジョン シージ 3（コンテンツアイコン：「暴力」）
- Dance Evolution（KONAMIの音楽ゲームでは初の12才以上対象ソフト）（コンテンツアイコン：「セクシャル」）
- テイルズ オブ ヴェスペリア（コンテンツアイコン：「セクシャル、暴力、犯罪、言葉・その他」）
- テストドライブ アンリミテッド（コンテンツアイコン：「犯罪」）
- テストドライブ アンリミテッド 2（コンテンツアイコン：「セクシャル、恋愛、犯罪」）
- 鉄拳6（コンテンツアイコン：「セクシャル、暴力」）
- トゥームレイダーシリーズ[48]
  - トゥームレイダー レジェンド（コンテンツアイコン：「セクシャル、暴力」）
  - トゥームレイダー アニバーサリー（コンテンツアイコン：「暴力」）
- 智代アフター 〜It's a Wonderful Life〜 CS Edition（コンテンツアイコン：「恋愛、セクシャル」）
- ドラゴンボール ゼノバース（コンテンツアイコン：「セクシャル」）
- ドリフトナイツ ジュースド2（コンテンツアイコン：「セクシャル」）
- トロピコ3（コンテンツアイコン：「暴力」）
- ナムコミュージアム バーチャルアーケード（コンテンツアイコン：「暴力」）[24]
- ニード・フォー・スピードシリーズ（コンテンツアイコン：「犯罪」）[16]
  - ニード・フォー・スピード モスト・ウォンテッド
  - ニード・フォー・スピード カーボン
  - ニード・フォー・スピード アンダーカバー
  - ニード・フォー・スピード ホット・パースート
- nail'd（コンテンツアイコン：「セクシャル、暴力」）
- のーふぇいと! 〜only the power of will〜（コンテンツアイコン：「恋愛、セクシャル」）
- バーチャファイター5 Live Arena（コンテンツアイコン：「セクシャル、暴力」）
- バーンアウトシリーズ（コンテンツアイコン：「犯罪」）
  - バーンアウト リベンジ
  - バーンアウト パラダイス
    - バーンアウト パラダイス The Ultimate Box
- バトルファンタジア（コンテンツアイコン：「セクシャル、暴力」）
- ファイナルファンタジーXI（拡張データディスクを含む）（コンテンツアイコン：「暴力」）
- ファイナルファンタジーXIII アルティメットヒッツ インターナショナル（コンテンツアイコン：「恋愛、セクシャル、暴力、言葉・その他」）
- ファントムブレイカー（コンテンツアイコン：「セクシャル、暴力」）
- Fuzion Frenzy 2（コンテンツアイコン：「暴力」）
- プリンス・オブ・ペルシャシリーズ
  - プリンス・オブ・ペルシャ（コンテンツアイコン：「セクシャル、暴力」）
  - プリンス・オブ・ペルシャ 忘却の砂（コンテンツアイコン：「暴力」）
- BLAZBLUE -CALAMITY TRIGGER-（コンテンツアイコン：「セクシャル、暴力、犯罪」）
- BLADESTORM 百年戦争（コンテンツアイコン：「暴力」）
- プロジェクト シルフィード（コンテンツアイコン：「恋愛、暴力」）
- Halo Wars（コンテンツアイコン：「暴力、犯罪」）
- マグナカルタ2（コンテンツアイコン：「セクシャル、暴力、犯罪」）
- まもるクンは呪われてしまった!（コンテンツアイコン：「セクシャル」）
- 無双OROCHIシリーズ
  - 無双OROCHI（コンテンツアイコン：「暴力」）
  - 無双OROCHI 魔王再臨（コンテンツアイコン：「セクシャル、暴力」）
  - 無双OROCHI 2（コンテンツアイコン：「セクシャル、暴力」）
- Memories Offシリーズ（コンテンツアイコン：「恋愛、セクシャル」）
  - Memories Off 6 〜T-wave〜
  - Memories Off 6 Next Relation
  - Memories Off ゆびきりの記憶
- UFC 2009 Undisputed（コンテンツアイコン：「暴力」）
- UFC Undisputed 2010（コンテンツアイコン：「暴力」）
- R.U.S.E.（コンテンツアイコン：「暴力」）
- レッスルキングダム（コンテンツアイコン：「暴力」）

#### Xbox Live Arcade 配信ソフト
- Foul Play
- TMNT: OOTS
- MOON DIVER
- Flashback
- ファントムブレイカー：バトルグラウンド
- CastleStorm
- Way of the Dogg
- ダブルドラゴンII
- ジェットセットラジオ
- CAPCOM ARCADE CABINET
- Worms: Ultimate Mayhem
- Skulls of the Shogun
- Virtua Fighter 2
- GGXXACP
- Happy Wars
- Dust: An Elysian Tail
- Comic Jumper
- Hybrid
- Iron Brigade
- Tony Hawk's Pro Skater HD
- Dungeon Fighter LIVE: Fall Of Hendon Myre
- Spelunky
- Virtua Fighter 5 Final Showdown
- ゴールデンアックスコレクション
- ベア・ナックルコレクション
- セガクラシックコレクション
- Dragon's Lair
- Fable Heroes
- Trials Evolution
- Wrecked Revenge Revisited
- Haunt
- Space Channel 5 Part 2
- Burnout Crash!
- Rotastic
- Toy Soldiers: Cold War
- Bastion
- Ms. Splosion Man
- マジック2012
- Section 8: Prejudice
- A World of Keflings
- プラントVSゾンビ
- Monday Night Combat
- Ancients of Ooga
- Toy Soldiers
- SHINOBI 忍
- 悪魔城ドラキュラ Harmony of Despair（コンテンツアイコン：「暴力」）
- Assault Heroesシリーズ（コンテンツアイコン：「暴力」）
  - Assault Heroes
  - Assault Heroes 2
- Undertow（コンテンツアイコン：「???」）
- Invincible Tiger: The Legend of Hao Tao（コンテンツアイコン：「暴力」）
- N+（コンテンツアイコン：「暴力」）
- RISK Factions
- ガーディアンヒーローズ（コンテンツアイコン：「暴力」）
- 餓狼伝説SPECIAL（コンテンツアイコン：「セクシャル、暴力」）
- 餓狼 MARK OF THE WOLVES（コンテンツアイコン：「暴力」）
- クレイジータクシー（コンテンツアイコン：「犯罪」）
- ザ・キング・オブ・ファイターズシリーズ
  - THE KING OF FIGHTERS '98 ULTIMATE MATCH（コンテンツアイコン：「暴力」）
  - THE KING OF FIGHTERS 2002 UNLIMITED MATCH（コンテンツアイコン：「???」）
  - KOF SKY STAGE（コンテンツアイコン：「セクシャル」）
- The Behemothシリーズ（コンテンツアイコン：「暴力」）
  - Alien Hominid HD
  - Castle Crashers
  - BattleBlock Theater
- The Maw（コンテンツアイコン：「暴力」）
- A Kingdom for Keflings
- Shadow Assault 〜TENCHU〜（コンテンツアイコン：「???」）
- 真サムライスピリッツ 覇王丸地獄変（コンテンツアイコン：「暴力」）
- 獣王記（コンテンツアイコン：「暴力」）
- SCOTT PILGRIM VS. THE WORLD: THE GAME（コンテンツアイコン：「???」）
- Street Trace: NYC（コンテンツアイコン：「暴力」）
- ストリートファイターIII 3rd STRIKE ONLINE EDITION（コンテンツアイコン：「暴力」）
- SUPER魂斗羅（コンテンツアイコン：「暴力」）
- Super Meat Boy（コンテンツアイコン：「暴力」）
- Splosion Man（コンテンツアイコン：「???」）
- スペースチャンネル5 パート2（コンテンツアイコン：「セクシャル」）
- ソウルキャリバー（コンテンツアイコン：「セクシャル、暴力」）
- Zombie Wranglers（コンテンツアイコン：「???」）
- トラブル☆ウィッチーズ ねぉ!（コンテンツアイコン：「???」）
- ネオジオバトルコロシアム（コンテンツアイコン：「暴力」）
- バイオニックコマンドー マスターD復活計画（コンテンツアイコン：「暴力」）
- Hard Corps: Uprising（コンテンツアイコン：「暴力」）
- バンジョーとカズーイの大冒険シリーズ（コンテンツアイコン：「暴力」）
  - バンジョーとカズーイの大冒険
  - バンジョーとカズーイの大冒険2
- Portal: Still Alive（コンテンツアイコン：「暴力」）
- MARVEL VS. CAPCOM 2 NEW AGE OF HEROES（コンテンツアイコン：「暴力」）
- Madballs Babo: Invasion（コンテンツアイコン：「暴力」）
- メタルスラッグシリーズ（コンテンツアイコン：「暴力」）
  - メタルスラッグ3
  - メタルスラッグXX
- レイディアントシルバーガン（コンテンツアイコン：「セクシャル」）
- Prince of Persia
- Rush'n Attack

### Xbox
- R:RACING EVOLUTION（コンテンツアイコン：「不明」）
- SNK VS. CAPCOM SVC CHAOS（コンテンツアイコン：「セクシャル、暴力」）
- CAPCOM FIGHTING Jam（コンテンツアイコン：「セクシャル、暴力」）
- GUILTY GEAR XX #RELOAD（コンテンツアイコン：「不明」）
- GUILTY GEAR ISUKA（コンテンツアイコン：「???」）
- クリムゾンスカイ:High Road to Revenge（コンテンツアイコン：「不明」）
- CRAZY TAXI 3 High Roller（Xboxプラチナコレクション）（コンテンツアイコン：「不明」）[49]
- ザ・キング・オブ・ファイターズシリーズ
  - THE KING OF FIGHTERS 2002（コンテンツアイコン：「セクシャル、暴力」）
  - THE KING OF FIGHTERS 2003（コンテンツアイコン：「セクシャル、暴力」）
  - THE KING OF FIGHTERS NEOWAVE（コンテンツアイコン：「暴力」）
  - KOF MAXIMUM IMPACT MANIAX（コンテンツアイコン：「セクシャル、暴力」）
- ザ シンプソンズ：ヒットアンドラン（コンテンツアイコン：「犯罪」）
- 真・三國無双4（コンテンツアイコン：「セクシャル、暴力」）
- 戦国無双（コンテンツアイコン：「恋愛、セクシャル、暴力」）
- ソウルキャリバーII（コンテンツアイコン：「セクシャル、暴力」）
- BLOODY ROAR extreme（コンテンツアイコン：「不明」）
- メタルスラッグシリーズ（コンテンツアイコン：「暴力」）[42]
  - メタルスラッグ3
  - メタルスラッグ5

## セガ ハード

### ドリームキャスト
- チェリーブロッサム（コンテンツアイコン：「恋愛」）

### セガサターン
- 悪魔城ドラキュラX 月下の夜想曲（コンテンツアイコン：「暴力」）

### ゲームギア
- The GG忍シリーズ（コンテンツアイコン：「暴力」）
  - The GG忍
  - The GG忍2
- IN THE WAKE OF VAMPIRE（コンテンツアイコン：「暴力」）

### メガドライブ
- ストリートファイターII ダッシュプラス（コンテンツアイコン：「暴力」）
- ベア・ナックルシリーズ（コンテンツアイコン：「暴力」）
  - ベア・ナックル 怒りの鉄拳
  - ベア・ナックル II 死闘への鎮魂歌
  - ベア・ナックル III
- バーチャファイター2＜ジェネシス版＞（コンテンツアイコン：「暴力」）
- ザ・スーパー忍シリーズ（コンテンツアイコン：「暴力」）
  - ザ・スーパー忍
  - ザ・スーパー忍II
- エターナルチャンピオンズ（コンテンツアイコン：「暴力」）
- フェリオス（コンテンツアイコン：「暴力」）
- ローリングサンダー2（コンテンツアイコン：「暴力」）
- フォゴットンワールズ（コンテンツアイコン：「暴力」）
- 戦場の狼II（コンテンツアイコン：「暴力」）
- ストライダー飛竜（コンテンツアイコン：「暴力」）

### マスターシステム
- 北斗の拳（コンテンツアイコン：「暴力」）
- 阿修羅（コンテンツアイコン：「暴力」）

## NEC ハード

### PCエンジン
- 天外魔境II 卍MARU（コンテンツアイコン：「恋愛、セクシャル、暴力、犯罪」）
  - CERO：B（12才以上対象）に該当するのは、オリジナル版の過激な表現を一部規制したゲームアーカイブス版『天外魔境II MANJI MARU』である[51]。
- 夢幻戦士ヴァリスII（コンテンツアイコン：「セクシャル、暴力」）
- ストリートファイターIIダッシュ（コンテンツアイコン：「暴力」）
- ファイティング・ストリート（コンテンツアイコン：「暴力」）
- スプラッターハウス（コンテンツアイコン：「暴力」）
- ダンジョンエクスプローラーII（コンテンツアイコン：「暴力」）
- ニンジャウォーリアーズ（コンテンツアイコン：「暴力」）
- 悪魔城ドラキュラX 血の輪廻（コンテンツアイコン：「暴力」）
- 風の伝説ザナドゥ2（コンテンツアイコン：「セクシャル」）
- クレスト オブ ウルフ（コンテンツアイコン：「???」）
- チャンピオンレスラー（コンテンツアイコン：「???」）
- 改造町人シュビビンマン3 -異界のプリンセス-（コンテンツアイコン：「暴力」）

## パソコンゲーム
- エイジ・オブ・エンパイアIII（コンテンツアイコン：「暴力」）
- CRAZY TAXI 3 High Roller（コンテンツアイコン：「犯罪」）
- サクラ大戦シリーズ
  - サクラ大戦（コンテンツアイコン：「恋愛、セクシャル」）
  - サクラ大戦2 〜君、死にたもうことなかれ〜（コンテンツアイコン：「セクシャル」）
  - サクラ大戦4 〜恋せよ乙女〜（コンテンツアイコン：「恋愛」）
- 三國志Online（コンテンツアイコン：「暴力」）
- 真・三國無双4 Special（コンテンツアイコン：「セクシャル、暴力」）
- 真・三國無双5（コンテンツアイコン：「暴力」）
- ストリートファイターIV（コンテンツアイコン：「セクシャル、暴力」）
- 戦国無双2（コンテンツアイコン：「恋愛、暴力」）
- 大航海時代Online[52]
  - 大航海時代Online 〜Cruz del Sur〜（コンテンツアイコン：「犯罪」）
  - 大航海時代Online 〜El Oriente〜（コンテンツアイコン：「暴力」）
  - 大航海時代Online 〜Tierra Americana〜（コンテンツアイコン：「セクシャル、暴力」）
- ダンジョン シージ 3（コンテンツアイコン：「暴力」）
- ときめきメモリアル Girl's Side 2nd Kiss タイピング（コンテンツアイコン：「恋愛」）
- ファンタジーアース（コンテンツアイコン：「セクシャル、暴力」）
- ファンタシースターユニバース（通常版・価格改定版ともに）（コンテンツアイコン：「恋愛、暴力」）
- ファンタシースターユニバース イルミナスの野望 （コンテンツアイコン：「暴力」）
- ファイナルファンタジーXI（拡張データディスクを含む）（コンテンツアイコン：「暴力」）
- ファイナルファンタジーXIV（コンテンツアイコン：「セクシャル、暴力」）
- BLAZBLUE -CALAMITY TRIGGER-（コンテンツアイコン：「セクシャル、犯罪、暴力」）
- 無双OROCHI（コンテンツアイコン：「暴力」）
- 無双OROCHI Z（コンテンツアイコン：「セクシャル、暴力」）

## アーケードゲーム
- 宇宙戦艦ヤマト（コンテンツアイコン：「暴力」）
- Xマルチプライ（コンテンツアイコン：「暴力」）
- エレベーターアクション リターンズ（コンテンツアイコン：「暴力」）
- エンパイア シティ:1931（コンテンツアイコン：「セクシャル、犯罪」）
- クレイジー・クライマー2（コンテンツアイコン：「セクシャル」）
- クライムファイターズシリーズ
  - クライムファイターズ（コンテンツアイコン：「セクシャル、暴力」）
  - クライムファイターズ2（コンテンツアイコン：「セクシャル、暴力、犯罪」）
- 源平討魔伝（コンテンツアイコン：「暴力」）
- ゴールデンアックス（コンテンツアイコン：「暴力」）
- コスモポリス ギャリバン（コンテンツアイコン：「暴力」）
- 子連れ狼（コンテンツアイコン：「暴力」）
- 獣王記（コンテンツアイコン：「暴力」）
- 忍 -SHINOBI-（コンテンツアイコン：「暴力」）
- スプラッターハウス（コンテンツアイコン：「暴力」）
- ストリートファイター（コンテンツアイコン：「暴力」）
- ゼクセクス（コンテンツアイコン：「セクシャル、犯罪」）
- ソルダム（コンテンツアイコン：「セクシャル」）
- タイムギャル（コンテンツアイコン：「セクシャル、暴力」）
- ダブルドラゴンシリーズ
  - ダブルドラゴン（コンテンツアイコン：「セクシャル、暴力」）
  - ダブルドラゴンII ザ・リベンジ（コンテンツアイコン：「暴力」）
- デンジャラスシード（コンテンツアイコン：「暴力」）
- ナックルヘッズ（コンテンツアイコン：「暴力」）
- ニンジャウォーリアーズ（コンテンツアイコン：「暴力」）
- 忍者ハヤテ（コンテンツアイコン：「暴力」）
- 忍者龍剣伝（コンテンツアイコン：「暴力」）
- パイレートピート（コンテンツアイコン：「犯罪」）
- バンダイク（コンテンツアイコン：「暴力」）
- フェリオス（コンテンツアイコン：「暴力」）
- 未来忍者（コンテンツアイコン：「犯罪」）
- 妖怪道中記（コンテンツアイコン：「セクシャル、暴力」）
- ローリングサンダーシリーズ
  - ローリングサンダー（コンテンツアイコン：「暴力、犯罪」）
  - ローリングサンダー2（コンテンツアイコン：「暴力」）
- ワンダーモモ（コンテンツアイコン：「セクシャル、暴力」）
- オペレーションウルフシリーズ（コンテンツアイコン：「暴力」）
  - オペレーションウルフ
  - オペレーションサンダーボルト